# Skisprung-Weltcup 2021/22
Der Skisprung-Weltcup 2021/22 war die wichtigste vom Weltskiverband FIS ausgetragene Wettkampfserie im Skispringen. Der Weltcup bei den Männern startete am 20. November 2021 und endete am 27. März 2022. Der Weltcup bei den Damen begann am 26. November 2021 und endete am 13. März 2022. Erstmals in der Geschichte des Damen-Skispringens fanden am Silvester- und Neujahrstag Wettbewerbe im K.-o.-System statt.

## Herren
Ende September 2020 gab die FIS den ersten vorläufigen Weltcup-Kalender für die Saison 2021/22 bekannt. Mitte April 2021 folgte ein neuer Entwurf des Kalenders für die Wintersaison 2021/22, wobei es zunächst wenige Änderungen im Vergleich zum ersten Rahmenkalender gab. Am 1. Juni genehmigte der FIS-Rat den Kalendervorschlag, wobei sich Änderungen aufgrund von kurzfristigen Faktoren vorbehalten werden. Nachdem im Vorjahr keine Wettbewerbe in Japan ausgetragen wurden, waren für den Januar 2022 drei Wettbewerbe in Sapporo geplant. Auch der im Mai ins Programm eingefügte Mixed-Team-Wettkampf auf der Willinger Großschanze wurde bestätigt. Mitte Mai wurden weitere Änderungen bekannt, sodass unter anderem unmittelbar nach der Vierschanzentournee zwei weitere Springen in Bischofshofen abgehalten wurden. Diese Änderungen fanden sich auch im offiziellen Rahmenkalender. Der Weltcupauftakt fand vom 20. bis 21. November 2021 in Nischni Tagil statt. Das Weltcupfinale wurde vom 25. bis 27. März 2022 in Planica ausgetragen. Im Reglement beschloss die FIS Anfang Juni zudem eine Änderung in der Ermittlung der nationalen Startquoten, sodass für deren Berechnung nur noch die besten 50 Athleten der Weltrangliste (zuvor 55) herangezogen wurden.

### Weltcup-Übersicht
| Datum                                                               | Austragungsort           | Schanze                            | Bemerkung                | Sieger | Zweiter | Dritter | Gelbes Trikot   |
| ------------------------------------------------------------------- | ------------------------ | ---------------------------------- | ------------------------ | --- | --- | --- | --------------- |
| 20.11.2021                                                          | Nischni Tagil            | Tramplin Stork HS134               | Nacht                    | Karl Geiger | Ryōyū Kobayashi | Halvor Egner Granerud | Karl Geiger     |
| 21.11.2021                                                          | Nischni Tagil            | Tramplin Stork HS134               | Nacht                    | Halvor Egner Granerud | Karl Geiger | Stefan Kraft | Karl Geiger     |
| 27.11.2021                                                          | Kuusamo                  | Rukatunturi-Schanze HS142          | Nacht                    | Ryōyū Kobayashi | Anže Lanišek | Markus Eisenbichler | Karl Geiger     |
| 28.11.2021                                                          | Kuusamo                  | Rukatunturi-Schanze HS142          | Nacht                    | Anže Lanišek | Karl Geiger | Markus Eisenbichler | Karl Geiger     |
| 04.12.2021                                                          | Wisła                    | Malinka HS134                      | Team Nacht               | ÖsterreichManuel Fettner Jan Hörl Daniel Huber Stefan Kraft                                                                                             | DeutschlandPius Paschke Stephan Leyhe Markus Eisenbichler Karl Geiger                                                                                   | SlowenienCene Prevc Peter Prevc Timi Zajc Anže Lanišek                                                                                                  | Karl Geiger     |
| 05.12.2021                                                          | Wisła                    | Malinka HS134                      | Nacht                    | Jan Hörl | Marius Lindvik | Stefan Kraft | Karl Geiger     |
| 11.12.2021                                                          | Klingenthal              | Vogtland Arena HS140               | Nacht                    | Stefan Kraft | Halvor Egner Granerud | Kamil Stoch | Karl Geiger     |
| 12.12.2021                                                          | Klingenthal              | Vogtland Arena HS140               | Nacht                    | Ryōyū Kobayashi | Daniel-André Tande | Marius Lindvik | Karl Geiger     |
| 18.12.2021                                                          | Engelberg                | Gross-Titlis-Schanze HS140         | Nacht                    | Karl Geiger | Ryōyū Kobayashi | Timi Zajc | Karl Geiger     |
| 19.12.2021                                                          | Engelberg                | Gross-Titlis-Schanze HS140         | Nacht                    | Ryōyū Kobayashi | Karl Geiger | Marius Lindvik | Karl Geiger     |
| 70. Vierschanzentournee                                             |                          |                                    |                          | | | | Karl Geiger     |
| 29.12.2021                                                          | Oberstdorf               | Schattenbergschanze HS137          | Nacht                    | Ryōyū Kobayashi | Halvor Egner Granerud | Robert Johansson | Karl Geiger     |
| 01.01.2022                                                          | Garmisch-Partenkirchen   | Große Olympiaschanze HS142         |                          | Ryōyū Kobayashi | Markus Eisenbichler | Lovro Kos | Ryōyū Kobayashi |
| 04.01.2022                                                          | Innsbruck                | Bergiselschanze HS130              |                          | Wettkampf aufgrund starken Windes abgesagt. Ersatzwettkampf am 5. Januar 2022 in Bischofshofen.                                                         | Wettkampf aufgrund starken Windes abgesagt. Ersatzwettkampf am 5. Januar 2022 in Bischofshofen.                                                         | Wettkampf aufgrund starken Windes abgesagt. Ersatzwettkampf am 5. Januar 2022 in Bischofshofen.                                                         | Ryōyū Kobayashi |
| 05.01.2022                                                          | Bischofshofen            | Paul-Außerleitner-Schanze HS142    | Nacht 1                  | Ryōyū Kobayashi | Marius Lindvik | Halvor Egner Granerud | Ryōyū Kobayashi |
| 06.01.2022                                                          | Bischofshofen            | Paul-Außerleitner-Schanze HS142    | Nacht                    | Daniel Huber | Halvor Egner Granerud | Karl Geiger | Ryōyū Kobayashi |
| Tournee-Gesamtwertung:                                              | Tournee-Gesamtwertung:   | Tournee-Gesamtwertung:             | Tournee-Gesamtwertung:   | Ryōyū Kobayashi | Marius Lindvik | Halvor Egner Granerud | Ryōyū Kobayashi |
| 08.01.2022                                                          | Bischofshofen            | Paul-Außerleitner-Schanze HS142    | Nacht                    | Marius Lindvik | Halvor Egner Granerud | Jan Hörl | Ryōyū Kobayashi |
| 09.01.2022                                                          | Bischofshofen            | Paul-Außerleitner-Schanze HS142    | Team Nacht               | ÖsterreichJan Hörl Manuel Fettner Philipp Aschenwald Daniel Huber                                                                                       | JapanYukiya Satō Keiichi Satō Junshirō Kobayashi Ryōyū Kobayashi                                                                                        | NorwegenDaniel-André Tande Johann André Forfang Halvor Egner Granerud Marius Lindvik                                                                    | Ryōyū Kobayashi |
| 15.01.2022                                                          | Zakopane                 | Wielka Krokiew HS140               | Team Nacht               | SlowenienLovro Kos Peter Prevc Timi Zajc Anže Lanišek                                                                                                   | DeutschlandSeverin Freund Stephan Leyhe Markus Eisenbichler Karl Geiger                                                                                 | JapanYukiya Satō Junshirō Kobayashi Naoki Nakamura Ryōyū Kobayashi                                                                                      | Ryōyū Kobayashi |
| 16.01.2022                                                          | Zakopane                 | Wielka Krokiew HS140               | Nacht                    | Marius Lindvik | Karl Geiger | Anže Lanišek | Ryōyū Kobayashi |
| 21.01.2022                                                          | Sapporo                  | Ōkurayama-Schanze HS137            | Nacht                    | Wettkämpfe aufgrund der COVID-19-Pandemie abgesagt. Ersatzwettkämpfe am 22. und 23. Januar 2022 in Titisee-Neustadt sowie am 25. Februar 2022 in Lahti. | Wettkämpfe aufgrund der COVID-19-Pandemie abgesagt. Ersatzwettkämpfe am 22. und 23. Januar 2022 in Titisee-Neustadt sowie am 25. Februar 2022 in Lahti. | Wettkämpfe aufgrund der COVID-19-Pandemie abgesagt. Ersatzwettkämpfe am 22. und 23. Januar 2022 in Titisee-Neustadt sowie am 25. Februar 2022 in Lahti. | Ryōyū Kobayashi |
| 22.01.2022                                                          | Sapporo                  | Ōkurayama-Schanze HS137            | Nacht                    | Wettkämpfe aufgrund der COVID-19-Pandemie abgesagt. Ersatzwettkämpfe am 22. und 23. Januar 2022 in Titisee-Neustadt sowie am 25. Februar 2022 in Lahti. | Wettkämpfe aufgrund der COVID-19-Pandemie abgesagt. Ersatzwettkämpfe am 22. und 23. Januar 2022 in Titisee-Neustadt sowie am 25. Februar 2022 in Lahti. | Wettkämpfe aufgrund der COVID-19-Pandemie abgesagt. Ersatzwettkämpfe am 22. und 23. Januar 2022 in Titisee-Neustadt sowie am 25. Februar 2022 in Lahti. | Ryōyū Kobayashi |
| 23.01.2022                                                          | Sapporo                  | Ōkurayama-Schanze HS137            |                          | Wettkämpfe aufgrund der COVID-19-Pandemie abgesagt. Ersatzwettkämpfe am 22. und 23. Januar 2022 in Titisee-Neustadt sowie am 25. Februar 2022 in Lahti. | Wettkämpfe aufgrund der COVID-19-Pandemie abgesagt. Ersatzwettkämpfe am 22. und 23. Januar 2022 in Titisee-Neustadt sowie am 25. Februar 2022 in Lahti. | Wettkämpfe aufgrund der COVID-19-Pandemie abgesagt. Ersatzwettkämpfe am 22. und 23. Januar 2022 in Titisee-Neustadt sowie am 25. Februar 2022 in Lahti. | Ryōyū Kobayashi |
| 22.01.2022                                                          | Titisee-Neustadt         | Hochfirstschanze HS142             | 2                        | Karl Geiger | Anže Lanišek | Markus Eisenbichler | Karl Geiger     |
| 23.01.2022                                                          | Titisee-Neustadt         | Hochfirstschanze HS142             | 2                        | Karl Geiger | Anže Lanišek | Markus Eisenbichler | Karl Geiger     |
| 29.01.2022                                                          | Willingen                | Mühlenkopfschanze HS147            | Nacht 3                  | Ryōyū Kobayashi | Halvor Egner Granerud | Marius Lindvik | Ryōyū Kobayashi |
| 30.01.2022                                                          | Willingen                | Mühlenkopfschanze HS147            | Nacht                    | Marius Lindvik | Karl Geiger | Cene Prevc | Karl Geiger     |
| 4. bis 20. Februar 2022 Olympische Winterspiele 2022 in Zhangjiakou |                          |                                    |                          | | | | Karl Geiger     |
| 25.02.2022                                                          | Lahti                    | Salpausselkä-Schanze HS130         | 2                        | Stefan Kraft | Halvor Egner Granerud | Piotr Żyła | Karl Geiger     |
| 26.02.2022                                                          | Lahti                    | Salpausselkä-Schanze HS130         | Team Nacht               | ÖsterreichJan Hörl Clemens Aigner Ulrich Wohlgenannt Stefan Kraft                                                                                       | SlowenienŽiga Jelar Cene Prevc Timi Zajc Peter Prevc | DeutschlandConstantin Schmid Severin Freund Markus Eisenbichler Karl Geiger                                                                             | Karl Geiger     |
| 27.02.2022                                                          | Lahti                    | Salpausselkä-Schanze HS130         |                          | Halvor Egner Granerud Ryōyū Kobayashi | | Stefan Kraft | Ryōyū Kobayashi |
| 6. Raw Air                                                          |                          |                                    |                          | | | | Ryōyū Kobayashi |
| 03.03.2022                                                          | Lillehammer              | Lysgårdsbakken HS140               | Nacht                    | Stefan Kraft | Ryōyū Kobayashi | Karl Geiger | Ryōyū Kobayashi |
| 05.03.2022                                                          | Oslo                     | Holmenkollbakken HS134             | Nacht                    | Marius Lindvik | Markus Eisenbichler | Robert Johansson | Ryōyū Kobayashi |
| 06.03.2022                                                          | Oslo                     | Holmenkollbakken HS134             | Nacht                    | Daniel-André Tande | Anže Lanišek | Stefan Kraft | Ryōyū Kobayashi |
| Raw-Air-Gesamtwertung:                                              | Raw-Air-Gesamtwertung:   | Raw-Air-Gesamtwertung:             | Raw-Air-Gesamtwertung:   | Stefan Kraft | Karl Geiger | Ryōyū Kobayashi | Ryōyū Kobayashi |
| 11. bis 13. März 2022 Skiflug-Weltmeisterschaft 2022 in Vikersund   |                          |                                    |                          | | | | Ryōyū Kobayashi |
| 19.03.2022                                                          | Oberstdorf               | Heini-Klopfer-Skiflugschanze HS235 | Skifliegen               | Stefan Kraft | Žiga Jelar | Timi Zajc | Ryōyū Kobayashi |
| 20.03.2022                                                          | Oberstdorf               | Heini-Klopfer-Skiflugschanze HS235 | Skifliegen               | Timi Zajc | Piotr Żyła | Stefan Kraft | Ryōyū Kobayashi |
| 4. Planica 7                                                        |                          |                                    |                          | | | | Ryōyū Kobayashi |
| 25.03.2022                                                          | Planica                  | Letalnica bratov Gorišek HS240     | Skifliegen               | Žiga Jelar | Peter Prevc | Anže Lanišek | Ryōyū Kobayashi |
| 26.03.2022                                                          | Planica                  | Letalnica bratov Gorišek HS240     | Skifliegen Team          | SlowenienŽiga Jelar Peter Prevc Timi Zajc Anže Lanišek                                                                                                  | NorwegenMarius Lindvik Bendik Jakobsen Heggli Johann André Forfang Halvor Egner Granerud                                                                | ÖsterreichMichael Hayböck Daniel Tschofenig Manuel Fettner Stefan Kraft                                                                                 | Ryōyū Kobayashi |
| 27.03.2022                                                          | Planica                  | Letalnica bratov Gorišek HS240     | Skifliegen               | Marius Lindvik | Yukiya Satō | Peter Prevc | Ryōyū Kobayashi |
| Planica-7-Gesamtwertung:                                            | Planica-7-Gesamtwertung: | Planica-7-Gesamtwertung:           | Planica-7-Gesamtwertung: | Timi Zajc | Marius Lindvik | Peter Prevc | Ryōyū Kobayashi |

### Wertungen
| Rang | Name                  | Punkte |
| ---- | --------------------- | ------ |
| 01.  | Ryōyū Kobayashi       | 1621   |
| 02.  | Karl Geiger           | 1515   |
| 03.  | Marius Lindvik        | 1231   |
| 04.  | Halvor Egner Granerud | 1227   |
| 05.  | Stefan Kraft          | 1069   |
| 06.  | Markus Eisenbichler   | 0950   |
| 07.  | Anže Lanišek          | 0936   |
| 08.  | Timi Zajc             | 0711   |
| 09.  | Jan Hörl              | 0662   |
| 10.  | Cene Prevc            | 0657   |
| 11.  | Daniel Huber          | 0556   |
| 12.  | Robert Johansson      | 0531   |
| 13.  | Yukiya Satō           | 0530   |
| 14.  | Piotr Żyła            | 0480   |
| 15.  | Peter Prevc           | 0460   |
| 16.  | Killian Peier         | 0451   |
| 17.  | Manuel Fettner        | 0424   |
| 18.  | Lovro Kos             | 0403   |
| 19.  | Kamil Stoch           | 0397   |
| 20.  | Žiga Jelar            | 0389   |
| 21.  | Daniel-André Tande    | 0339   |
| 22.  | Stephan Leyhe         | 0333   |
| 23.  | Constantin Schmid     | 0332   |
| 24.  | Johann André Forfang  | 0303   |
| 25.  | Daniel Tschofenig     | 0251   |
| 26.  | Gregor Deschwanden    | 0243   |

| Rang | Name                   | Punkte |
| ---- | ---------------------- | ------ |
| 27.  | Dawid Kubacki          | 0231   |
| 28.  | Philipp Aschenwald     | 0220   |
| 29.  | Andreas Wellinger      | 0219   |
| 30.  | Severin Freund         | 0211   |
| 31.  | Naoki Nakamura         | 0196   |
| 32.  | Junshirō Kobayashi     | 0179   |
| 33.  | Pius Paschke           | 0174   |
| 34.  | Jewgeni Klimow         | 0163   |
| 35.  | Clemens Aigner         | 0153   |
| 36.  | Ulrich Wohlgenannt     | 0133   |
| 37.  | Michael Hayböck        | 0117   |
| 38.  | Danil Sadrejew         | 0101   |
| 39.  | Daiki Itō              | 0088   |
| 40.  | Eetu Nousiainen        | 0065   |
| 41.  | Simon Ammann           | 0064   |
| 42.  | Fredrik Villumstad     | 0062   |
| 43.  | Paweł Wąsek            | 0061   |
| 44.  | Domen Prevc            | 0060   |
| 45.  | Thomas Lackner         | 0049   |
| 46.  | Bendik Jakobsen Heggli | 0048   |
| 47.  | Jakub Wolny            | 0046   |
| 48.  | Justin Lisso           | 0044   |
| 49.  | Keiichi Satō           | 0038   |
| 50.  | Niko Kytösaho          | 0035   |
|      | Wladimir Sografski     | 0035   |
| 52.  | Markus Müller          | 0034   |

| Rang | Name                   | Punkte |
| ---- | ---------------------- | ------ |
| 53.  | Robin Pedersen         | 0031   |
|      | Markus Schiffner       | 0031   |
| 55.  | Artti Aigro            | 0030   |
| 56.  | Roman Trofimow         | 0029   |
| 57.  | Dominik Peter          | 0023   |
| 58.  | Antti Aalto            | 0022   |
| 59.  | Richard Freitag        | 0020   |
| 60.  | Andrzej Stękała        | 0019   |
| 61.  | Anže Semenič           | 0017   |
| 62.  | Philipp Raimund        | 0016   |
| 63.  | MacKenzie Boyd-Clowes  | 0015   |
| 64.  | Michail Nasarow        | 0010   |
| 65.  | Bor Pavlovčič          | 0009   |
| 66.  | Decker Dean            | 0008   |
|      | Maximilian Steiner     | 0008   |
|      | Aleksander Zniszczoł   | 0008   |
| 69.  | Joacim Ødegård Bjøreng | 0007   |
|      | Markus Rupitsch        | 0007   |
| 71.  | Alexander Baschenow    | 0006   |
|      | Giovanni Bresadola     | 0006   |
|      | Anders Fannemel        | 0006   |
| 74.  | Stefan Hula            | 0004   |
|      | Roman Koudelka         | 0004   |
| 76.  | Fatih Arda İpcioğlu    | 0002   |

| Rang | Name                 | Punkte |
| ---- | -------------------- | ------ |
| 01.  | Žiga Jelar           | 0270   |
| 02.  | Timi Zajc            | 0260   |
| 03.  | Stefan Kraft         | 0224   |
| 04.  | Peter Prevc          | 0194   |
| 05.  | Anže Lanišek         | 0171   |
| 06.  | Marius Lindvik       | 0160   |
|      | Piotr Żyła           | 0160   |
| 08.  | Yukiya Satō          | 0151   |
| 09.  | Ryōyū Kobayashi      | 0143   |
| 10.  | Karl Geiger          | 0095   |
| 11.  | Dawid Kubacki        | 0083   |
| 12.  | Michael Hayböck      | 0079   |
| 13.  | Manuel Fettner       | 0074   |
|      | Kamil Stoch          | 0074   |
| 15.  | Johann André Forfang | 0073   |

| Rang | Name                   | Punkte |
| ---- | ---------------------- | ------ |
| 16.  | Markus Eisenbichler    | 0054   |
| 17.  | Domen Prevc            | 0053   |
| 18.  | Halvor Egner Granerud  | 0051   |
| 19.  | Eetu Nousiainen        | 0048   |
| 20.  | Daniel Tschofenig      | 0046   |
| 21.  | Cene Prevc             | 0045   |
| 22.  | Severin Freund         | 0037   |
|      | Bendik Jakobsen Heggli | 0037   |
|      | Daniel Huber           | 0037   |
| 25.  | Andreas Wellinger      | 0036   |
| 26.  | Lovro Kos              | 0030   |
| 27.  | Jakub Wolny            | 0022   |
| 28.  | Jan Hörl               | 0017   |
| 29.  | Artti Aigro            | 0016   |
|      | Andrzej Stękała        | 0016   |

| Rang | Name                   | Punkte |
| ---- | ---------------------- | ------ |
| 31.  | Naoki Nakamura         | 0015   |
|      | Constantin Schmid      | 0015   |
|      | Anže Semenič           | 0015   |
| 34.  | Ulrich Wohlgenannt     | 0014   |
| 35.  | Niko Kytösaho          | 0009   |
|      | Thomas Lackner         | 0009   |
|      | Stephan Leyhe          | 0009   |
|      | Bor Pavlovčič          | 0009   |
| 39.  | Joacim Ødegård Bjøreng | 0007   |
| 40.  | Simon Ammann           | 0006   |
|      | Gregor Deschwanden     | 0006   |
| 42.  | Aleksander Zniszczoł   | 0003   |
| 43.  | Junshirō Kobayashi     | 0002   |
| 44.  | Killian Peier          | 0001   |
|      | Keiichi Satō           | 0001   |

| Rang | Name        | Punkte |
| ---- | ----------- | ------ |
| 01.  | Österreich  | 5789   |
| 02.  | Slowenien   | 5742   |
| 03.  | Deutschland | 5389   |
| 04.  | Norwegen    | 5360   |
| 05.  | Japan       | 4077   |
| 06.  | Polen       | 2321   |

| Rang | Name       | Punkte |
| ---- | ---------- | ------ |
| 07.  | Schweiz    | 0881   |
| 08.  | Russland   | 0684   |
| 09.  | Finnland   | 0447   |
| 10.  | Tschechien | 0054   |
| 11.  | Frankreich | 0050   |
|      | Kasachstan | 0050   |

| Rang | Name               | Punkte |
| ---- | ------------------ | ------ |
| 13.  | Kanada             | 0040   |
| 14.  | Bulgarien          | 0035   |
| 15.  | Estland            | 0030   |
| 16.  | Vereinigte Staaten | 0008   |
| 17.  | Italien            | 0006   |
| 18.  | Türkei             | 0002   |

### Tabellen

#### Ergebnisse Athleten
| Rang | Athlet                  |          |          |          |          |       |             |             |         |         | Vierschanzen- tournee | Vierschanzen- tournee | Vierschanzen- tournee | Vierschanzen- tournee |            |       |             |             |     |             |          |          | Raw Air  | Raw Air  | Raw Air  |             |             | Planica 7 | Planica 7 | Punkte |
| Rang | Athlet                  | Russland | Russland | Finnland | Finnland | Polen | Deutschland | Deutschland | Schweiz | Schweiz | Deutschland           | Deutschland           | Osterreich            | Osterreich            | Osterreich | Polen | Deutschland | Deutschland | 7   | Deutschland | Finnland | Finnland | Norwegen | Norwegen | Norwegen | Deutschland | Deutschland | Slowenien | Slowenien | Punkte |
| ---- | ----------------------- | -------- | -------- | -------- | -------- | ----- | ----------- | ----------- | ------- | ------- | --------------------- | --------------------- | --------------------- | --------------------- | ---------- | ----- | ----------- | ----------- | --- | ----------- | -------- | -------- | -------- | -------- | -------- | ----------- | ----------- | --------- | --------- | ------ |
| 01   | Ryōyū Kobayashi         | 2        | NQ       | 1        | NQ       | —     | 7           | 1           | 2       | 1       | 1                     | 1                     | 1                     | 5                     | 4          | 4     | 5           | 4           | 1   | 4           | 7        | 1        | 2        | 6        | 7        | 10          | 6           | 5         | 8         | 1621   |
| 02   | Karl Geiger             | 1        | 2        | 5        | 2        | 4     | 4           | 22          | 1       | 2       | 5                     | 7                     | 4                     | 3                     | 8          | 2     | 1           | 1           | 19  | 2           | 5        | 5        | 3        | 7        | 5        | 9           | 9           | 12        | 16        | 1515   |
| 03   | Marius Lindvik          | 19       | 13       | 39       | 4        | 2     | 9           | 3           | 10      | 3       | 4                     | 4                     | 2                     | 10                    | 1          | 1     | —           | —           | 3   | 1           | 11       | 13       | 21       | 1        | 17       | 6           | NQ          | 13        | 1         | 1231   |
| 04   | Halvor Egner Granerud   | 3        | 1        | NQ       | NQ       | 48    | 2           | 5           | 7       | 6       | 2                     | 8                     | 3                     | 2                     | 2          | 25    | 4           | 7           | 2   | 5           | 2        | 1        | 4        | 24       | 9        | 35          | 33          | 9         | 12        | 1227   |
| 05   | Stefan Kraft            | NQ       | 3        | 4        | 7        | 3     | 1           | 26          | 9       | 14      | 12                    | NQ                    | 23                    | 24                    | 17         | —     | 22          | 9           | 25  | 6           | 1        | 3        | 1        | 8        | 3        | 1           | 3           | 6         | 11        | 1069   |
| 06   | Markus Eisenbichler     | 6        | 8        | 3        | 3        | 5     | 4           | 40          | 27      | 35      | 7                     | 2                     | 8                     | 8                     | 30 4       | 10    | 3           | 3           | 29  | 11          | 4        | 8        | 6        | 2        | 4        | 14          | 9           | 34        | 24        | 0950   |
| 07   | Anže Lanišek            | 7        | 7        | 2        | 1        | 13    | 20          | 23          | 8       | 7       | 23                    | 14                    | 37                    | 15                    | 13         | 3     | 2           | 2           | 34  | 15          | —        | —        | 13       | 23       | 2        | 4           | 15          | 3         | 5         | 0936   |
| 08   | Timi Zajc               | NQ       | 4        | 9        | 20       | 16    | 19          | 48          | 3       | 17      | NQ                    | 9                     | 14                    | 16                    | 20         | 9     | 18          | 6           | 36  | 9           | 20       | 24       | 17       | 13       | 11       | 3           | 1           | 4         | 4         | 0711   |
| 09   | Jan Hörl                | 23       | 24       | 17       | 29       | 1     | 10          | 15          | 5       | 12      | 17                    | 5                     | 5                     | 7                     | 3          | 8     | 10          | 5           | —   | —           | 19       | 26       | 5        | 12       | 14       | —           | —           | 24        | 21        | 0662   |
| 10   | Cene Prevc              | 8        | 5        | 20       | 5        | 6     | 22          | 7           | 11      | 13      | 27                    | 15                    | —                     | —                     | —          | 12    | 6           | 17          | 14  | 3           | 9        | 10       | 7        | 5        | 6        | 24          | 37          | 29        | 7         | 0657   |
| 11   | Daniel Huber            | 17       | 11       | 16       | 17       | 22    | 29          | 16          | 22      | 8       | 8                     | 16                    | 13                    | 1                     | 6          | 6     | 20          | 15          | 9   | 19          | 46       | 18       | 14       | 21       | 9        | 30          | 14          | 25        | 19        | 0556   |
| 12   | Robert Johansson        | 9        | 11       | 12       | 50       | 10    | 8           | 4           | 13      | 21      | 3                     | 13                    | 7                     | 6                     | 34         | —     | —           | —           | 15  | 12          | 23       | 31       | 11       | 3        | 8        | —           | —           | —         | —         | 0531   |
| 13   | Yukiya Satō             | 10       | 14       | 10       | 49       | 19    | 26          | 27          | 22      | NQ      | 16                    | 6                     | 10                    | 4                     | 9          | 15    | 13          | 18          | 5   | 30 4        | 43       | 20       | 29       | 30       | 21       | 16          | 11          | 8         | 2         | 0530   |
| 14   | Piotr Żyła              | 32       | 16       | 23       | 27       | 25    | 17          | 14          | NQ      | 15      | 38                    | 11                    | 18                    | 13                    | 7          | 17    | —           | —           | DSQ | 41          | 3        | 14       | 8        | 22       | 18       | 5           | 2           | 18        | 12        | 0480   |
| 15   | Peter Prevc             | —        | —        | 11       | 6        | 21    | 25          | 41          | 25      | 29      | 19                    | 38                    | 28                    | 21                    | 16         | 13    | 12          | 8           | 16  | 20          | 8        | 25       | NQ       | —        | —        | 8           | 12          | 2         | 3         | 0460   |
| 16   | Killian Peier           | 16       | 6        | 6        | 11       | 9     | 12          | 13          | 4       | 4       | 14                    | 12                    | 26                    | 28                    | 14         | 7     | —           | —           | 13  | 23          | 21       | 21       | 30       | 36       | 22       | NQ          | 36          | NQ        | 30        | 0451   |
| 17   | Manuel Fettner          | 12       | 28       | 22       | 8        | 16    | 16          | 11          | 14      | 27      | 39                    | 32                    | 5                     | 20                    | 11         | 28    | 14          | 24          | —   | —           | 39       | 6        | 9        | 15       | 16       | 13          | 17          | 10        | 17        | 0424   |
| 18   | Lovro Kos               | 34       | 34       | 15       | 39       | 8     | 39          | 17          | 16      | 30      | 6                     | 3                     | 25 3                  | 9                     | 41         | 16    | 7           | 12          | 7   | 10          | 42       | NQ       | 22       | 15       | 37       | 28          | 19          | 27        | 20        | 0403   |
| 19   | Kamil Stoch             | 5        | 33       | 8        | 41       | 11    | 3           | NQ          | 6       | 16      | 41                    | 47                    | —                     | —                     | —          | —     | —           | —           | 21  | 34          | 24       | 11       | 10       | 11       | 15       | 12          | 21          | 11        | 14        | 0397   |
| 20   | Žiga Jelar              | —        | —        | —        | —        | —     | —           | —           | —       | —       | 36                    | NQ                    | 45                    | 29                    | 25         | 19    | 16          | 30 6        | 7   | 35          | 27       | 9        | 24       | 27       | 28       | 2           | 4           | 1         | 6         | 0389   |
| 21   | Daniel-André Tande      | 24       | 23       | 29       | 26       | 38    | 18          | 2           | 40      | NQ      | 18                    | 17                    | 38                    | 33                    | 18         | 18    | —           | —           | —   | —           | 25       | NQ       | 16       | 4        | 1        | —           | —           | —         | —         | 0339   |
| 22   | Stephan Leyhe           | 14       | 10       | 25       | 9        | 31    | 21          | 19          | 27      | 25      | 9                     | 10                    | 20                    | 25                    | 22         | 31    | 8           | 10          | 6   | 17          | 34       | 16       | 26       | 44       | NQ       | NQ          | 26          | NQ        | 27        | 0333   |
| 23   | Constantin Schmid       | 22       | 29       | 13       | 24       | 14    | 13          | 8           | 12      | 11      | 31                    | 20                    | 32                    | 17                    | 23         | 37    | 9           | 16          | 11  | 46          | 16       | 19       | 12       | 26       | 23       | 36          | 24          | 31        | 23        | 0332   |
| 24   | Johann André Forfang    | 25       | 9        | 18       | 34       | 12    | 14          | 6           | 20      | 28      | 30                    | 24                    | 16                    | 44                    | 15         | 30 4  | —           | —           | —   | —           | 34       | 12       | 43       | 10       | NQ       | 29          | 5           | 21        | 15        | 0303   |
| 25   | Daniel Tschofenig       | 40       | 40       | 24       | 21       | 23    | 38          | 36          | 17      | 10      | 21                    | 18                    | 40                    | 19                    | 10         | 5     | 19          | 23          | —   | —           | 31       | 17       | —        | —        | —        | 23          | 20          | 14        | 22        | 0251   |
| 26   | Gregor Deschwanden      | —        | —        | 21       | 19       | 36    | 35          | 28          | 26      | 20      | 10                    | 25                    | 29                    | 25                    | 32         | 14    | 15          | 11          | 10  | 16          | 9        | 27       | 33       | 29       | 12       | NQ          | —           | 38        | 25        | 0243   |
| 27   | Dawid Kubacki           | 13       | 35       | 33       | 44       | 32    | —           | —           | 48      | 42      | 28                    | 39                    | 21                    | 27                    | 27         | —     | —           | —           | 27  | 14          | 13       | 7        | 15       | 18       | 33       | 18          | 7           | 26        | 9         | 0231   |
| 28   | Philipp Aschenwald      | 39       | 18       | 32       | 28       | 18    | 24          | 10          | 18      | 35      | 22                    | 27                    | 17                    | 11                    | 5          | 24    | 25          | 20          | —   | —           | —        | —        | 20       | 17       | 36       | —           | —           | —         | —         | 0220   |
| 29   | Andreas Wellinger       | 31       | 17       | 31       | 10       | 37    | 6           | 21          | 43      | 18      | NQ                    | 22                    | 15                    | 33                    | 19         | NQ    | NQ          | —           | 12  | 22          | —        | —        | 41       | 25       | 25       | 20          | NQ          | 19        | 18        | 0219   |
| 30   | Severin Freund          | —        | —        | —        | —        | —     | —           | —           | —       | —       | DSQ                   | 28                    | 12                    | 46                    | 44         | 20    | 17          | 14          | 4   | 24          | 15       | 23       | 18       | 19       | 39       | 17          | 13          | 32        | 28        | 0211   |
| 31   | Naoki Nakamura          | 4        | 19       | 14       | NQ       | 20    | 15          | 20          | 22      | 22      | 20                    | 21                    | 31 3                  | NQ                    | 39         | 32    | 26          | 25          | 32  | 18          | 33       | NQ       | 44       | 46       | 43       | 21          | NQ          | NQ        | 26        | 0196   |
| 32   | Junshirō Kobayashi      | 11       | 42       | 44       | 15       | 15    | 33          | 9           | 31      | 23      | 11                    | 44                    | 19                    | 14                    | 37         | 45    | 32          | 34          | 20  | 27          | 22       | 33       | 25       | 38       | 34       | NQ          | 34          | NQ        | 29        | 0179   |
| 33   | Pius Paschke            | 26       | 15       | 7        | 38       | 7     | 11          | 29          | 21      | 9       | 26                    | 31                    | 46                    | 23                    | 28         | 46    | 33          | 31          | 31  | 33          | 55       | 37       | —        | —        | —        | —           | —           | —         | —         | 0174   |
| 34   | Jewgeni Klimow          | 20       | NQ       | 28       | 16       | 30 1  | 36          | 46          | 14      | 5       | 15                    | 19                    | 33                    | 30                    | 33         | 29    | 24          | 26          | —   | —           | 14       | 22       | —        | —        | —        | —           | —           | —         | —         | 0163   |
| 35   | Clemens Aigner          | —        | —        | —        | —        | —     | —           | —           | —       | —       | —                     | —                     | 11                    | 18                    | 12         | 11    | 41          | 22          | —   | —           | 12       | 15       | 19       | 32       | 20       | —           | —           | —         | —         | 0153   |
| 36   | Ulrich Wohlgenannt      | —        | —        | —        | —        | —     | —           | —           | 33      | 31      | 35                    | 41                    | 22                    | 31                    | —          | —     | —           | —           | —   | —           | 6        | 4        | 39       | 33       | 13       | 19          | 29          | NQ        | —         | 0133   |
| 37   | Michael Hayböck         | —        | —        | —        | —        | —     | —           | —           | —       | —       | —                     | —                     | 9                     | 22                    | —          | 35    | —           | —           | —   | —           | —        | —        | —        | —        | —        | 11          | 16          | 17        | 10        | 0117   |
| 38   | Danil Sadrejew          | DSQ      | 26       | 19       | 12       | 28    | 34          | 12          | 18      | 24      | 40                    | 30                    | 27                    | 32                    | 29         | 21    | —           | —           | —   | —           | —        | —        | —        | —        | —        | —           | —           | —         | —         | 0101   |
| 39   | Daiki Itō               | 15       | 21       | 34       | 14       | NQ    | 40          | 38          | 31      | 37      | 34                    | 29                    | 24                    | NQ                    | 38         | 36    | 45          | 33          | 33  | 8           | 39       | 29       | 34       | 34       | 30       | —           | —           | NQ        | —         | 0088   |
| 40   | Eetu Nousiainen         | —        | —        | NQ       | NQ       | —     | —           | —           | —       | —       | —                     | NQ                    | NQ                    | 48                    | NQ         | —     | 37          | 40          | —   | —           | 18       | 34       | 27       | 39       | 44       | 15          | 8           | 40        | —         | 0065   |
| 41   | Simon Ammann            | 28       | 27       | 27       | 33       | —     | 23          | 25          | 29      | NQ      | 13                    | 34                    | 43                    | 47                    | —          | 23    | 44          | 35          | —   | —           | —        | —        | 28       | 42       | 38       | 38          | 25          | 36        | —         | 0064   |
| 42   | Fredrik Villumstad      | 43       | 21       | 43       | 30       | 27    | 28          | 44          | DSQ     | 32      | 37                    | 26                    | NQ                    | 36                    | 21         | 39    | —           | —           | —   | —           | —        | —        | 35       | 9        | 41       | NQ          | 38          | NQ        | —         | 0062   |
| 43   | Paweł Wąsek             | —        | —        | —        | —        | 40    | 30          | DSQ         | 45      | 19      | 33                    | 35                    | 39                    | NQ                    | DSQ        | 22    | —           | —           | 38  | 43          | 59       | 38       | 23       | 14       | 18       | —           | —           | NQ        | —         | 0061   |
| 44   | Domen Prevc             | NQ       | NQ       | —        | —        | DSQ   | 42          | NQ          | NQ      | 47      | —                     | —                     | —                     | —                     | —          | —     | —           | —           | —   | —           | —        | —        | —        | 45       | 24       | 27          | 18          | 7         | —         | 0060   |
| 45   | Thomas Lackner          | —        | —        | —        | —        | —     | —           | —           | —       | —       | —                     | —                     | 34                    | 42                    | —          | —     | —           | —           | 27  | 7           | —        | —        | —        | —        | —        | 31          | 22          | —         | —         | 0049   |
| 46   | Bendik Jakobsen Heggli  | —        | —        | —        | —        | —     | —           | —           | —       | —       | —                     | —                     | —                     | —                     | —          | —     | —           | —           | —   | —           | —        | —        | NQ       | 20       | 42       | 7           | NQ          | 30 4      | —         | 0048   |
| 47   | Jakub Wolny             | 45       | 44       | 47       | 23       | 45    | —           | —           | 44      | NQ      | 32                    | 23                    | 30                    | NQ                    | 48         | 38    | 29          | 45          | —   | —           | —        | —        | —        | 47       | 26       | 25          | NQ          | 15        | —         | 0046   |
| 48   | Justin Lisso            | —        | —        | —        | —        | —     | —           | —           | —       | —       | —                     | 43                    | —                     | —                     | —          | —     | 11          | 13          | —   | —           | —        | —        | —        | —        | —        | NQ          | —           | —         | —         | 0044   |
| 49   | Keiichi Satō            | 29       | 37       | 41       | 31       | 23    | 48          | 39          | NQ      | NQ      | 46                    | NQ                    | NQ                    | 45                    | 26         | NQ    | NQ          | 41          | 22  | 26          | 49       | 30       | 38       | 28       | 27       | 40          | 30          | NQ        | —         | 0038   |
| 50   | Niko Kytösaho           | 18       | 39       | 36       | 35       | 44    | 27          | 47          | 39      | 26      | 43                    | 42                    | 34                    | 38                    | 35         | —     | 30          | 41          | —   | —           | 41       | 28       | 32       | 35       | 31 8     | 22          | 32          | 35        | —         | 0035   |
| 50   | Wladimir Sografski      | 38       | 25       | 45       | 40       | NQ    | 46          | 43          | 35      | NQ      | 49                    | 33                    | 36                    | 12                    | 24         | 44 5  | —           | —           | —   | —           | 37       | 35       | NQ       | 43       | 45       | NQ          | 40          | NQ        | —         | 0035   |
| 52   | Markus Müller           | —        | —        | —        | —        | —     | —           | —           | —       | —       | —                     | —                     | —                     | —                     | —          | —     | —           | —           | 17  | 13          | —        | —        | —        | —        | —        | —           | —           | —         | —         | 0034   |
| 53   | Robin Pedersen          | —        | —        | —        | —        | —     | —           | —           | —       | —       | —                     | —                     | —                     | —                     | —          | 32    | 28          | 48          | 18  | 21          | 26       | 32       | 42       | 49       | —        | 37          | NQ          | 39        | —         | 0031   |
| 53   | Markus Schiffner        | 21       | 31       | 30       | 13       | 35    | 45          | 32          | —       | —       | —                     | —                     | —                     | —                     | —          | —     | —           | —           | —   | —           | —        | —        | —        | —        | —        | —           | —           | —         | —         | 0031   |
| 55   | Artti Aigro             | 37       | 46       | NQ       | 18       | 34    | 47          | 37          | NQ      | NQ      | 42                    | 50                    | 44                    | 41                    | 43         | —     | 34          | 39          | —   | —           | 30       | 45       | 31       | 39       | 32       | NQ          | 23          | 23        | —         | 0030   |
| 56   | Roman Trofimow          | 32       | 20       | 35       | 22       | 29    | NQ          | —           | 38      | 38      | 24                    | 49                    | 48                    | NQ                    | 46         | NQ    | —           | —           | —   | —           | 38       | 36       | —        | —        | —        | —           | —           | —         | —         | 0029   |
| 57   | Dominik Peter           | 27       | 32       | 26       | 32       | NQ    | 43          | 18          | 30      | 43      | —                     | —                     | —                     | —                     | —          | —     | 35          | NQ          | —   | —           | —        | —        | —        | —        | —        | —           | —           | —         | —         | 0023   |
| 58   | Antti Aalto             | NQ       | NQ       | NQ       | 47       | —     | —           | —           | —       | —       | 44                    | NQ                    | NQ                    | NQ                    | —          | —     | 23          | 47          | —   | —           | 17       | 41       | 37       | 31 8     | 40       | NQ          | 31          | NQ        | —         | 0022   |
| 59   | Richard Freitag         | —        | —        | —        | —        | —     | —           | —           | —       | —       | —                     | —                     | —                     | —                     | —          | —     | 21          | 21          | —   | —           | —        | —        | —        | —        | —        | —           | —           | —         | —         | 0020   |
| 60   | Andrzej Stękała         | 48       | 30       | 38       | NQ       | 49    | —           | —           | 35      | NQ      | NQ                    | 35                    | NQ                    | 39                    | 36         | 47    | 35          | 29          | —   | —           | —        | —        | —        | —        | —        | 26          | NQ          | 20        | —         | 0019   |
| 61   | Anže Semenič            | —        | —        | —        | —        | —     | —           | —           | —       | —       | —                     | —                     | —                     | —                     | —          | —     | —           | —           | —   | —           | 29       | 43       | 49       | NQ       | NQ       | —           | —           | 16        | —         | 0017   |
| 62   | Philipp Raimund         | —        | —        | —        | —        | —     | —           | —           | —       | —       | —                     | NQ                    | —                     | —                     | —          | —     | 27          | 19          | —   | —           | —        | —        | —        | —        | —        | NQ          | —           | —         | —         | 0016   |
| 63   | MacKenzie Boyd-Clowes   | 30       | 36       | NQ       | 37       | NQ    | 32          | 33          | 41      | 33      | 25                    | 45                    | NQ                    | DSQ                   | 31         | 26    | 39          | 32          | 30  | 32          | —        | —        | 40       | NQ       | 29       | 39          | 35          | 37        | —         | 0015   |
| 64   | Michail Nasarow         | 35       | 47       | 46       | NQ       | 39    | 31          | 24          | 34      | NQ      | NQ                    | NQ                    | NQ                    | NQ                    | 45         | 40    | —           | —           | —   | —           | 28       | 39       | —        | —        | —        | —           | —           | —         | —         | 0010   |
| 65   | Bor Pavlovčič           | —        | —        | —        | —        | —     | —           | —           | —       | —       | —                     | —                     | —                     | —                     | —          | —     | —           | —           | —   | —           | —        | —        | —        | —        | —        | —           | —           | 22        | —         | 0009   |
| 66   | Decker Dean             | NQ       | —        | —        | —        | NQ    | NQ          | 35          | 47      | 48      | NQ                    | —                     | NQ                    | NQ                    | NQ         | —     | NQ          | NQ          | 26  | 28          | —        | —        | —        | —        | —        | NQ          | NQ          | NQ        | —         | 0008   |
| 66   | Maximilian Steiner      | —        | —        | —        | —        | —     | —           | —           | —       | —       | —                     | —                     | NQ                    | NQ                    | —          | —     | —           | —           | 23  | 31          | —        | —        | —        | —        | —        | —           | —           | —         | —         | 0008   |
| 66   | Aleksander Zniszczoł    | —        | —        | 37       | 42       | 26    | 37          | 42          | —       | —       | —                     | —                     | —                     | —                     | —          | 48 5  | 48          | 43          | —   | —           | —        | —        | —        | —        | —        | 32          | 28          | —         | —         | 0008   |
| 69   | Joacim Ødegård Bjøreng  | —        | —        | —        | —        | —     | —           | —           | —       | —       | —                     | —                     | NQ                    | 40                    | 42         | —     | 31          | 44          | —   | —           | —        | —        | NQ       | 41       | —        | 33          | 27          | 28        | —         | 0007   |
| 69   | Markus Rupitsch         | —        | —        | —        | —        | —     | —           | —           | —       | —       | —                     | —                     | —                     | —                     | —          | —     | —           | —           | 24  | 42          | —        | —        | —        | —        | —        | —           | —           | —         | —         | 0007   |
| 71   | Alexander Baschenow     | 47       | 45       | —        | —        | —     | —           | —           | —       | —       | —                     | —                     | —                     | —                     | —          | —     | 43          | NQ          | DSQ | 25          | 45       | 49       | —        | —        | —        | —           | —           | —         | —         | 0006   |
| 71   | Giovanni Bresadola      | —        | —        | 40       | 36       | —     | 41          | 30          | —       | —       | 48                    | 48                    | 41                    | 35                    | NQ         | —     | 49          | 28          | 43  | 29          | —        | —        | 47       | NQ       | NQ       | 34          | NQ          | NQ        | —         | 0006   |
| 71   | Anders Fannemel         | 36       | NQ       | 48       | 25       | 42    | NQ          | NQ          | 49      | NQ      | —                     | —                     | —                     | —                     | —          | —     | —           | —           | —   | —           | —        | —        | —        | —        | —        | —           | —           | —         | —         | 0006   |
| 74   | Stefan Hula             | NQ       | NQ       | NQ       | NQ       | 43    | —           | —           | —       | —       | —                     | —                     | —                     | —                     | —          | 27    | —           | —           | DSQ | 44          | 51       | 42       | NQ       | —        | —        | —           | —           | —         | —         | 0004   |
| 74   | Roman Koudelka          | —        | —        | —        | —        | —     | —           | —           | 46      | 34      | NQ                    | NQ                    | NQ                    | 37                    | —          | 50    | 50          | 27          | —   | —           | 47       | 44       | NQ       | —        | —        | —           | —           | —         | —         | 0004   |
| 76   | Fatih Arda İpcioğlu     | 46       | NQ       | DSQ      | NQ       | NQ    | NQ          | 34          | —       | —       | 29                    | NQ                    | 42                    | 42                    | NQ         | 43    | 42          | NQ          | —   | —           | 52       | NQ       | NQ       | NQ       | NQ       | NQ          | NQ          | NQ        | —         | 0002   |
|      |                         |          |          |          |          |       |             |             |         |         |                       |                       |                       |                       |            |       |             |             |     |             |          |          |          |          |          |             |             |           |           |        |
| —    | Song Qiwu               | NQ       | NQ       | —        | —        | —     | —           | —           | —       | —       | —                     | —                     | —                     | —                     | —          | —     | —           | —           | —   | —           | —        | —        | —        | —        | —        | —           | —           | —         | —         | —      |
| —    | Martin Hamann           | —        | —        | —        | —        | —     | —           | —           | —       | —       | —                     | NQ                    | —                     | —                     | —          | —     | 46          | NQ          | —   | —           | —        | —        | —        | —        | —        | NQ          | —           | —         | —         | —      |
| —    | Felix Hoffmann          | —        | —        | —        | —        | —     | —           | —           | —       | —       | —                     | 46                    | —                     | —                     | —          | —     | —           | —           | —   | —           | —        | —        | —        | —        | —        | —           | —           | —         | —         | —      |
| —    | Kilian Märkl            | —        | —        | —        | —        | —     | —           | —           | —       | —       | —                     | NQ                    | —                     | —                     | —          | —     | —           | —           | —   | —           | —        | —        | —        | —        | —        | NQ          | —           | —         | —         | —      |
| —    | Adrian Sell             | —        | —        | —        | —        | —     | —           | —           | —       | —       | —                     | —                     | —                     | —                     | —          | —     | —           | —           | —   | —           | —        | —        | —        | —        | —        | NQ          | —           | —         | —         | —      |
| —    | David Siegel            | —        | —        | —        | —        | —     | —           | —           | —       | —       | —                     | NQ                    | —                     | —                     | —          | —     | NQ          | 38          | —   | —           | —        | —        | —        | —        | —        | NQ          | —           | —         | —         | —      |
| —    | Kevin Maltsev           | NQ       | NQ       | NQ       | NQ       | —     | —           | —           | 42      | 45      | NQ                    | 37                    | 49                    | NQ                    | 40         | DSQ   | NQ          | 46          | —   | —           | 54       | 50       | NQ       | NQ       | 47       | NQ          | 39          | NQ        | —         | —      |
| —    | Andreas Alamommo        | —        | —        | NQ       | —        | —     | —           | —           | —       | —       | —                     | —                     | —                     | —                     | —          | —     | —           | —           | —   | —           | 61       | NQ       | —        | —        | —        | —           | —           | —         | —         | —      |
| —    | Kalle Heikkinen         | —        | —        | NQ       | —        | —     | —           | —           | —       | —       | —                     | —                     | —                     | —                     | —          | —     | —           | —           | —   | —           | 53       | NQ       | —        | —        | —        | —           | —           | NQ        | —         | —      |
| —    | Henri Kavilo            | —        | —        | NQ       | —        | —     | —           | —           | —       | —       | —                     | —                     | —                     | —                     | —          | —     | —           | —           | —   | —           | 65       | NQ       | —        | —        | —        | —           | —           | —         | —         | —      |
| —    | Jarkko Määttä           | —        | —        | NQ       | NQ       | —     | —           | —           | —       | —       | —                     | —                     | —                     | —                     | —          | —     | —           | —           | —   | —           | —        | —        | —        | —        | —        | —           | —           | —         | —         | —      |
| —    | Eetu Meriläinen         | —        | —        | NQ       | —        | —     | —           | —           | —       | —       | —                     | —                     | —                     | —                     | —          | —     | —           | —           | 40  | 37          | 60       | NQ       | —        | —        | —        | —           | —           | —         | —         | —      |
| —    | Arttu Pohjola           | —        | —        | NQ       | —        | —     | —           | —           | —       | —       | —                     | —                     | —                     | —                     | —          | —     | —           | —           | 35  | 47          | 64       | NQ       | —        | —        | —        | —           | —           | —         | —         | —      |
| —    | Alessandro Batby        | —        | —        | —        | —        | —     | 50          | NQ          | NQ      | NQ      | —                     | —                     | —                     | —                     | —          | —     | —           | —           | —   | —           | —        | —        | —        | —        | —        | —           | —           | —         | —         | —      |
| —    | Mathis Contamine        | —        | —        | NQ       | NQ       | —     | NQ          | NQ          | NQ      | NQ      | —                     | —                     | —                     | —                     | —          | —     | —           | —           | 42  | 38          | —        | —        | —        | —        | —        | NQ          | NQ          | NQ        | —         | —      |
| —    | Valentin Foubert        | —        | —        | 42       | 48       | —     | —           | —           | —       | —       | NQ                    | NQ                    | NQ                    | NQ                    | NQ         | —     | —           | —           | 44  | 45          | —        | —        | —        | —        | —        | NQ          | NQ          | NQ        | —         | —      |
| —    | Francesco Cecon         | —        | —        | —        | —        | —     | NQ          | NQ          | —       | —       | —                     | —                     | —                     | —                     | —          | —     | NQ          | 49          | —   | —           | —        | —        | NQ       | NQ       | NQ       | —           | —           | —         | —         | —      |
| —    | Alex Insam              | —        | —        | NQ       | NQ       | —     | —           | —           | —       | —       | NQ                    | NQ                    | NQ                    | NQ                    | NQ         | —     | —           | —           | —   | —           | —        | —        | 45       | NQ       | 48       | NQ          | NQ          | NQ        | —         | —      |
| —    | Matthew Soukup          | NQ       | NQ       | NQ       | NQ       | NQ    | —           | —           | NQ      | NQ      | —                     | —                     | —                     | —                     | —          | —     | —           | —           | —   | —           | 58       | NQ       | NQ       | NQ       | NQ       | NQ          | NQ          | NQ        | —         | —      |
| —    | Nikita Dewjatkin        | —        | —        | —        | —        | —     | —           | —           | —       | —       | —                     | —                     | —                     | —                     | —          | NQ    | —           | —           | —   | —           | 63       | NQ       | —        | —        | —        | —           | —           | —         | —         | —      |
| —    | Sabyrschan Muminow      | NQ       | 50       | NQ       | NQ       | —     | —           | —           | —       | —       | NQ                    | NQ                    | NQ                    | NQ                    | NQ         | NQ    | —           | —           | 36  | 40          | DSQ      | NQ       | NQ       | NQ       | 49       | —           | —           | —         | —         | —      |
| —    | Sergei Tkatschenko      | —        | —        | —        | —        | NQ    | 49          | 31 2        | NQ      | 46      | NQ                    | NQ                    | NQ                    | NQ                    | NQ         | NQ    | —           | —           | —   | —           | 48       | NQ       | NQ       | NQ       | DNS      | —           | —           | —         | —         | —      |
| —    | Danil Wassiljew         | NQ       | NQ       | NQ       | NQ       | NQ    | NQ          | NQ          | NQ      | NQ      | NQ                    | NQ                    | NQ                    | NQ                    | 47         | NQ    | —           | —           | —   | —           | 66       | NQ       | —        | —        | —        | —           | —           | —         | —         | —      |
| —    | Anders Håre             | —        | —        | —        | —        | —     | —           | —           | —       | —       | —                     | —                     | —                     | —                     | —          | —     | —           | —           | —   | —           | 36       | 46       | 48       | NQ       | —        | —           | —           | —         | —         | —      |
| —    | Benjamin Østvold        | —        | —        | —        | —        | —     | —           | —           | —       | —       | —                     | —                     | —                     | —                     | —          | —     | —           | —           | —   | —           | —        | —        | NQ       | NQ       | —        | —           | —           | —         | —         | —      |
| —    | Sondre Ringen           | —        | —        | —        | —        | —     | —           | —           | —       | —       | —                     | —                     | —                     | —                     | —          | NQ    | 47          | 50          | —   | —           | —        | —        | NQ       | 36       | —        | —           | —           | —         | —         | —      |
| —    | Sølve Jokerud Strand    | —        | —        | —        | —        | —     | —           | —           | —       | —       | —                     | —                     | —                     | —                     | —          | —     | —           | —           | —   | —           | —        | —        | NQ       | NQ       | —        | —           | —           | —         | —         | —      |
| —    | Choi Heung-chul         | NQ       | NQ       | NQ       | NQ       | NQ    | —           | —           | NQ      | NQ      | NQ                    | NQ                    | NQ                    | NQ                    | NQ         | NQ    | —           | —           | —   | —           | —        | —        | —        | —        | —        | —           | —           | —         | —         | —      |
| —    | Stefan Rainer           | —        | —        | —        | —        | —     | —           | —           | —       | —       | —                     | —                     | 47                    | NQ                    | —          | —     | —           | —           | 41  | 38          | —        | —        | —        | —        | —        | —           | —           | —         | —         | —      |
| —    | Janni Reisenauer        | —        | —        | —        | —        | —     | —           | —           | —       | —       | —                     | —                     | NQ                    | NQ                    | —          | —     | —           | —           | —   | —           | —        | —        | —        | —        | —        | —           | —           | —         | —         | —      |
| —    | Jan Habdas              | —        | —        | —        | —        | 46    | —           | —           | —       | —       | —                     | —                     | —                     | —                     | —          | NQ    | —           | —           | —   | —           | —        | —        | —        | —        | —        | —           | —           | —         | —         | —      |
| —    | Kacper Juroszek         | —        | —        | —        | —        | —     | —           | —           | —       | —       | —                     | —                     | —                     | —                     | —          | NQ    | —           | —           | —   | —           | 32       | 40       | 36       | NQ       | 35       | —           | —           | —         | —         | —      |
| —    | Maciej Kot              | —        | —        | —        | —        | NQ    | —           | —           | —       | —       | —                     | —                     | —                     | —                     | —          | 32    | 40          | 36          | —   | —           | —        | —        | —        | —        | —        | —           | —           | —         | —         | —      |
| —    | Jarosław Krzak          | —        | —        | —        | —        | NQ    | —           | —           | —       | —       | —                     | —                     | —                     | —                     | —          | —     | —           | —           | —   | —           | —        | —        | —        | —        | —        | —           | —           | —         | —         | —      |
| —    | Klemens Murańka         | NQ       | —        | —        | —        | 47    | —           | —           | NQ      | 39      | —                     | —                     | —                     | —                     | —          | 41    | 38          | 37          | —   | —           | —        | —        | —        | —        | —        | —           | —           | —         | —         | —      |
| —    | Tomasz Pilch            | —        | —        | —        | —        | 41    | —           | —           | —       | —       | —                     | —                     | —                     | —                     | —          | 42    | NQ          | NQ          | —   | —           | —        | —        | —        | —        | —        | —           | —           | —         | —         | —      |
| —    | Daniel Cacina           | NQ       | NQ       | NQ       | NQ       | —     | NQ          | NQ          | NQ      | 50      | NQ                    | NQ                    | NQ                    | NQ                    | —          | NQ    | NQ          | —           | —   | —           | 50       | NQ       | NQ       | DNS      | DNS      | —           | —           | —         | —         | —      |
| —    | Andrei Feldorean        | 49       | NQ       | NQ       | NQ       | NQ    | NQ          | NQ          | NQ      | NQ      | NQ                    | NQ                    | NQ                    | NQ                    | —          | —     | NQ          | —           | —   | —           | 67       | NQ       | NQ       | NQ       | NQ       | —           | —           | —         | —         | —      |
| —    | Ilmir Chasetdinow       | NQ       | 49       | —        | —        | —     | —           | —           | —       | —       | —                     | —                     | —                     | —                     | —          | —     | —           | —           | —   | —           | —        | —        | —        | —        | —        | —           | —           | —         | —         | —      |
| —    | Maxim Kolobow           | NQ       | NQ       | —        | —        | —     | —           | —           | —       | —       | —                     | —                     | —                     | —                     | —          | —     | —           | —           | —   | —           | —        | —        | —        | —        | —        | —           | —           | —         | —         | —      |
| —    | Denis Kornilow          | 41       | 38       | —        | —        | —     | —           | —           | —       | —       | —                     | —                     | —                     | —                     | —          | —     | —           | —           | —   | —           | —        | —        | —        | —        | —        | —           | —           | —         | —         | —      |
| —    | Ilja Mankow             | NQ       | 41       | DSQ      | 43       | NQ    | NQ          | 45          | NQ      | 40      | 47                    | 40                    | NQ                    | NQ                    | 49         | 49    | —           | —           | —   | —           | —        | —        | —        | —        | —        | —           | —           | —         | —         | —      |
| —    | Michail Maximotschkin   | NQ       | NQ       | —        | —        | —     | —           | —           | —       | —       | —                     | —                     | —                     | —                     | —          | —     | —           | —           | 39  | 36          | —        | —        | —        | —        | —        | —           | —           | —         | —         | —      |
| —    | Michail Purtow          | NQ       | NQ       | —        | —        | —     | —           | —           | —       | —       | —                     | —                     | —                     | —                     | —          | —     | —           | —           | —   | —           | —        | —        | —        | —        | —        | —           | —           | —         | —         | —      |
| —    | Sandro Hauswirth        | —        | —        | —        | —        | —     | —           | —           | NQ      | NQ      | —                     | —                     | —                     | —                     | —          | —     | —           | —           | —   | —           | —        | —        | —        | —        | —        | —           | —           | —         | —         | —      |
| —    | Andreas Schuler         | —        | —        | —        | —        | NQ    | —           | —           | NQ      | 49      | —                     | —                     | —                     | —                     | —          | —     | —           | —           | —   | —           | —        | —        | —        | —        | —        | NQ          | NQ          | NQ        | —         | —      |
| —    | Tilen Bartol            | 42       | 43       | NQ       | 46       | —     | —           | —           | —       | —       | —                     | —                     | —                     | —                     | —          | —     | —           | —           | —   | —           | —        | —        | —        | —        | —        | —           | —           | 33        | —         | —      |
| —    | Jan Bombek              | —        | —        | —        | —        | —     | —           | —           | —       | —       | —                     | —                     | —                     | —                     | —          | —     | —           | —           | —   | —           | —        | —        | —        | —        | —        | —           | —           | NQ        | —         | —      |
| —    | Žak Mogel               | —        | —        | —        | —        | —     | —           | —           | —       | —       | —                     | —                     | 50                    | 49                    | NQ         | —     | —           | —           | —   | —           | —        | —        | —        | —        | —        | —           | —           | NQ        | —         | —      |
| —    | Patrik Vitez            | —        | —        | —        | —        | —     | —           | —           | —       | —       | —                     | —                     | —                     | —                     | —          | —     | —           | —           | —   | —           | —        | —        | —        | —        | —        | —           | —           | NQ        | —         | —      |
| —    | František Holík         | —        | —        | —        | —        | NQ    | —           | —           | —       | —       | —                     | —                     | —                     | —                     | —          | —     | —           | —           | —   | —           | —        | —        | —        | —        | —        | —           | —           | —         | —         | —      |
| —    | Čestmír Kožíšek         | NQ       | NQ       | NQ       | NQ       | —     | —           | —           | —       | —       | —                     | —                     | —                     | —                     | —          | —     | —           | —           | —   | —           | —        | —        | —        | —        | —        | NQ          | NQ          | NQ        | —         | —      |
| —    | František Lejsek        | —        | —        | —        | —        | —     | —           | —           | —       | —       | —                     | —                     | —                     | —                     | —          | —     | —           | —           | —   | —           | —        | —        | —        | —        | —        | NQ          | NQ          | NQ        | —         | —      |
| —    | Viktor Polášek          | 44       | 48       | NQ       | 45       | 32    | 43          | 49          | NQ      | 41      | 45                    | NQ                    | NQ                    | NQ                    | —          | NQ    | NQ          | NQ          | —   | —           | 44       | 47       | 50       | 50       | NQ       | —           | —           | —         | —         | —      |
| —    | Radek Rýdl              | —        | —        | —        | —        | —     | —           | —           | —       | —       | —                     | —                     | —                     | —                     | —          | NQ    | —           | —           | —   | —           | —        | —        | —        | —        | —        | —           | —           | —         | —         | —      |
| —    | Filip Sakala            | —        | —        | —        | —        | —     | —           | —           | —       | —       | NQ                    | NQ                    | NQ                    | NQ                    | —          | NQ    | —           | —           | —   | —           | —        | —        | —        | —        | —        | —           | —           | —         | —         | —      |
| —    | Muhammed Ali Bedir      | —        | —        | —        | —        | —     | —           | —           | —       | —       | —                     | —                     | —                     | —                     | —          | —     | —           | —           | —   | —           | —        | —        | —        | —        | —        | NQ          | NQ          | NQ        | —         | —      |
| —    | Muhammet İrfan Çintımar | NQ       | NQ       | NQ       | —        | NQ    | NQ          | NQ          | —       | —       | NQ                    | NQ                    | NQ                    | NQ                    | NQ         | NQ    | NQ          | NQ          | —   | —           | 62       | NQ       | NQ       | NQ       | NQ       | —           | —           | —         | —         | —      |
| —    | Witalij Kalinitschenko  | —        | —        | —        | —        | NQ    | —           | —           | 37      | 44      | NQ                    | NQ                    | NQ                    | NQ                    | —          | NQ    | NQ          | NQ          | —   | —           | —        | —        | —        | —        | —        | —           | —           | —         | —         | —      |
| —    | Jewhen Marussjak        | —        | —        | —        | —        | —     | —           | —           | —       | NQ      | —                     | NQ                    | —                     | —                     | —          | NQ    | NQ          | NQ          | —   | —           | —        | —        | —        | —        | —        | —           | —           | —         | —         | —      |
| —    | Andrij Waskul           | —        | —        | —        | —        | NQ    | —           | —           | NQ      | —       | NQ                    | —                     | NQ                    | NQ                    | —          | —     | —           | —           | —   | —           | —        | —        | —        | —        | —        | —           | —           | —         | —         | —      |
| —    | Kevin Bickner           | —        | —        | —        | —        | NQ    | NQ          | NQ          | NQ      | NQ      | —                     | NQ                    | —                     | —                     | —          | NQ    | —           | —           | —   | —           | 56       | NQ       | 46       | NQ       | 46       | —           | —           | —         | —         | —      |
| —    | Casey Larson            | —        | —        | NQ       | NQ       | NQ    | —           | —           | —       | —       | NQ                    | NQ                    | NQ                    | NQ                    | NQ         | —     | —           | —           | —   | —           | 57       | 48       | NQ       | 48       | DSQ      | NQ          | NQ          | NQ        | —         | —      |
| —    | Andrew Urlaub           | NQ       | NQ       | —        | —        | NQ    | —           | —           | —       | —       | —                     | —                     | —                     | —                     | —          | —     | —           | —           | —   | —           | —        | —        | —        | —        | —        | —           | —           | —         | —         | —      |
| Rang | Athlet                  | Russland | Russland | Finnland | Finnland | Polen | Deutschland | Deutschland | Schweiz | Schweiz | Deutschland           | Deutschland           | Osterreich            | Osterreich            | Osterreich | Polen | Deutschland | Deutschland | 7   | Deutschland | Finnland | Finnland | Norwegen | Norwegen | Norwegen | Deutschland | Deutschland | Slowenien | Slowenien | Punkte |
| Rang | Athlet                  |          |          |          |          |       |             |             |         |         | Vierschanzen- tournee | Vierschanzen- tournee | Vierschanzen- tournee | Vierschanzen- tournee |            |       |             |             |     |             |          |          | Raw Air  | Raw Air  | Raw Air  |             |             | Planica 7 | Planica 7 | Punkte |

Legende
| Farbe | Farbe | Farbe | Bedeutung                             |
| ----- | ----- | ----- | ------------------------------------- |
| 1     | 2     | 3     | Erster / Zweiter / Dritter            |
| XX    | XX    | XX    | Platz 4 bis 30 – Weltcuppunkte        |
| XX    | XX    | XX    | Platz 31 bis 50 – keine Weltcuppunkte |
| DNS   | DNS   | DNS   | Nicht gestartet                       |
| DSQ   | DSQ   | DSQ   | Disqualifiziert                       |
| NQ    | NQ    | NQ    | Nicht qualifiziert                    |

| Punkteverteilung | Punkteverteilung | Punkteverteilung | Punkteverteilung | Punkteverteilung | Punkteverteilung | Punkteverteilung | Punkteverteilung | Punkteverteilung | Punkteverteilung | Punkteverteilung | Punkteverteilung | Punkteverteilung | Punkteverteilung | Punkteverteilung | Punkteverteilung | Punkteverteilung | Punkteverteilung | Punkteverteilung | Punkteverteilung | Punkteverteilung | Punkteverteilung | Punkteverteilung | Punkteverteilung | Punkteverteilung | Punkteverteilung | Punkteverteilung | Punkteverteilung | Punkteverteilung | Punkteverteilung | Punkteverteilung |
| ---------------- | ---------------- | ---------------- | ---------------- | ---------------- | ---------------- | ---------------- | ---------------- | ---------------- | ---------------- | ---------------- | ---------------- | ---------------- | ---------------- | ---------------- | ---------------- | ---------------- | ---------------- | ---------------- | ---------------- | ---------------- | ---------------- | ---------------- | ---------------- | ---------------- | ---------------- | ---------------- | ---------------- | ---------------- | ---------------- | ---------------- |
| Platz            | 1                | 2                | 3                | 4                | 5                | 6                | 7                | 8                | 9                | 10               | 11               | 12               | 13               | 14               | 15               | 16               | 17               | 18               | 19               | 20               | 21               | 22               | 23               | 24               | 25               | 26               | 27               | 28               | 29               | 30               |
| Punkte           | 100              | 80               | 60               | 50               | 45               | 40               | 36               | 32               | 29               | 26               | 24               | 22               | 20               | 18               | 16               | 15               | 14               | 13               | 12               | 11               | 10               | 9                | 8                | 7                | 6                | 5                | 4                | 3                | 2                | 1                |

#### Ergebnisse Teamwettkämpfe
| Nation             | Wisła                                                                      | Bischofshofen                                                                  | Zakopane                                                                 | Lahti                                                                      | Planica                                                                            |
| ------------------ | -------------------------------------------------------------------------- | ------------------------------------------------------------------------------ | ------------------------------------------------------------------------ | -------------------------------------------------------------------------- | ---------------------------------------------------------------------------------- |
| Deutschland        | 2 Pius Paschke Stephan Leyhe Markus Eisenbichler Karl Geiger               | 6 Constantin Schmid Andreas Wellinger Markus Eisenbichler Karl Geiger          | 2 Severin Freund Stephan Leyhe Markus Eisenbichler Karl Geiger           | 3 Constantin Schmid Severin Freund Markus Eisenbichler Karl Geiger         | 5 Markus Eisenbichler Constantin Schmid Andreas Wellinger Karl Geiger              |
| Finnland           | —                                                                          | —                                                                              | —                                                                        | 6 Antti Aalto Eetu Nousiainen Kalle Heikkinen Niko Kytösaho                | 7 Antti Aalto Eetu Nousiainen Kalle Heikkinen Niko Kytösaho                        |
| Japan              | 5 Yukiya Satō Keiichi Satō Junshirō Kobayashi Naoki Nakamura               | 2 Yukiya Satō Keiichi Satō Junshirō Kobayashi Ryōyū Kobayashi                  | 3 Yukiya Satō Junshirō Kobayashi Naoki Nakamura Ryōyū Kobayashi          | 5 Yukiya Satō Naoki Nakamura Junshirō Kobayashi Ryōyū Kobayashi            | 6 Yukiya Satō Keiichi Satō Ryōyū Kobayashi Daiki Itō                               |
| Kasachstan         | —                                                                          | 8 Nikita Dewjatkin Sergei Tkatschenko Sabyrschan Muminow Danil Wassiljew       | 9 Nikita Dewjatkin Danil Wassiljew Sabyrschan Muminow Sergei Tkatschenko | 9 Nikita Dewjatkin Sabyrschan Muminow Danil Wassiljew Sergei Tkatschenko   | —                                                                                  |
| Norwegen           | 6 Robert Johansson Daniel-André Tande Halvor Egner Granerud Marius Lindvik | 3 Daniel-André Tande Johann André Forfang Halvor Egner Granerud Marius Lindvik | 5 Daniel-André Tande Robin Pedersen Halvor Egner Granerud Marius Lindvik | 4 Marius Lindvik Robert Johansson Daniel-André Tande Halvor Egner Granerud | 2 Marius Lindvik Bendik Jakobsen Heggli Johann André Forfang Halvor Egner Granerud |
| Österreich         | 1 Manuel Fettner Jan Hörl Daniel Huber Stefan Kraft                        | 1 Jan Hörl Manuel Fettner Philipp Aschenwald Daniel Huber                      | 4 Daniel Huber Daniel Tschofenig Clemens Aigner Jan Hörl                 | 1 Jan Hörl Clemens Aigner Ulrich Wohlgenannt Stefan Kraft                  | 3 Michael Hayböck Daniel Tschofenig Manuel Fettner Stefan Kraft                    |
| Polen              | 4 Piotr Żyła Andrzej Stękała Dawid Kubacki Kamil Stoch                     | 5 Piotr Żyła Andrzej Stękała Paweł Wąsek Dawid Kubacki                         | 6 Piotr Żyła Stefan Hula Jakub Wolny Paweł Wąsek                         | 7 Piotr Żyła Paweł Wąsek Dawid Kubacki Kamil Stoch                         | 4 Piotr Żyła Dawid Kubacki Jakub Wolny Kamil Stoch                                 |
| Russland           | 7 Roman Trofimow Michail Nasarow Danil Sadrejew Jewgeni Klimow             | 7 Michail Nasarow Ilja Mankow Jewgeni Klimow Danil Sadrejew                    | 7 Danil Sadrejew Ilja Mankow Michail Nasarow Jewgeni Klimow              | 8 Roman Trofimow Michail Nasarow Alexander Baschenow Jewgeni Klimow        | —                                                                                  |
| Schweiz            | 8 Andreas Schuler Dominik Peter Gregor Deschwanden Killian Peier           | —                                                                              | —                                                                        | —                                                                          | 8 Gregor Deschwanden Killian Peier Andreas Schuler Simon Ammann                    |
| Slowenien          | 3 Cene Prevc Peter Prevc Timi Zajc Anže Lanišek                            | 4 Lovro Kos Peter Prevc Timi Zajc Anže Lanišek                                 | 1 Lovro Kos Peter Prevc Timi Zajc Anže Lanišek                           | 2 Žiga Jelar Cene Prevc Timi Zajc Peter Prevc                              | 1 Žiga Jelar Peter Prevc Timi Zajc Anže Lanišek                                    |
| Tschechien         | —                                                                          | —                                                                              | 8 Filip Sakala Radek Rýdl Viktor Polášek Roman Koudelka                  | —                                                                          | —                                                                                  |
| Vereinigte Staaten | 9 Kevin Bickner Decker Dean Andrew Urlaub Casey Larson                     | —                                                                              | —                                                                        | —                                                                          | —                                                                                  |

Legende
| Farbe | Farbe | Farbe | Bedeutung                        |
| ----- | ----- | ----- | -------------------------------- |
| 1     | 2     | 3     | Erster / Zweiter / Dritter       |
| XX    | XX    | XX    | Platz 4 bis 8 – Weltcuppunkte    |
| XX    | XX    | XX    | ab Platz 9 – keine Weltcuppunkte |

| Punkteverteilung | Punkteverteilung | Punkteverteilung | Punkteverteilung | Punkteverteilung | Punkteverteilung | Punkteverteilung | Punkteverteilung | Punkteverteilung |
| ---------------- | ---------------- | ---------------- | ---------------- | ---------------- | ---------------- | ---------------- | ---------------- | ---------------- |
| Platz            | 1                | 2                | 3                | 4                | 5                | 6                | 7                | 8                |
| Punkte           | 400              | 350              | 300              | 250              | 200              | 150              | 100              | 50               |

### Karriereenden
Während und nach der Saison:
- Andreas Alamommo[14]
- Thomas Diethart[15]
- Richard Freitag[16]
- Severin Freund[17]
- Daiki Itō[18]
- Čestmír Kožíšek[19]
- Marinus Kraus[20]
- Jonathan Learoyd[21]
- Kilian Märkl[22]
- Viktor Polášek[18]
- Markus Schiffner[23]
- Andreas Schuler[14]
- Anže Semenič[24]

## Damen

### Weltcup-Übersicht
Ende September 2020 gab die FIS den vorläufigen Weltcup-Kalender für die Saison 2021/22 bekannt. Erstmals sollte ein Damen-Weltcup in Iron Mountain in den Vereinigten Staaten ausgetragen werden. Mitte April folgte die Vorstellung des Kalenders für die Wintersaison 2021/22. Es gab einige Veränderungen zum vorherigen Programm. Die nun vorgestellten Termine mussten im Juni bestätigt werden. Iron Mountain wurde erneut aus dem Kalender gestrichen. Eine Weltcupstation war noch offen und für die dritte Station in Deutschland musste der Ort noch festgelegt werden. In Willingen stand nun auch ein Mixed-Team-Wettbewerb an. Mitte Mai wurde Ramsau am Dachstein an dem bisher freien Wochenende Mitte Dezember 2021 ins Programm aufgenommen. Der Weltcupauftakt sollte ursprünglich vom 4. bis 5. Dezember 2021 in Lillehammer ausgetragen werden, dem wurden jedoch zwei Wettbewerbe in Nischni Tagil am vorherigen Wochenende vorangestellt. Das Weltcupfinale sollte eigentlich am 26. und 27. März 2022 im Rahmen der Blue Bird Tour in Tschaikowski ausgetragen werden, allerdings wurde die Tour aufgrund des russischen Angriffskrieges gegen die Ukraine abgesagt, sodass die Saison zwei Wochen früher in Oberhof endete.
| Datum                                                               | Austragungsort                   | Schanze                          | Bemerkung                        | Siegerin                                                                       | Zweite                                                                         | Dritte                                                                         | Gelbes Trikot |
| ------------------------------------------------------------------- | -------------------------------- | -------------------------------- | -------------------------------- | ------------------------------------------------------------------------------ | ------------------------------------------------------------------------------ | ------------------------------------------------------------------------------ | ------------- |
| 26.11.2021                                                          | Nischni Tagil                    | Tramplin Stork HS97              |                                  | Marita Kramer                                                                  | Ema Klinec                                                                     | Daniela Iraschko-Stolz                                                         | Marita Kramer |
| 27.11.2021                                                          | Nischni Tagil                    | Tramplin Stork HS97              |                                  | Ema Klinec                                                                     | Urša Bogataj                                                                   | Katharina Althaus                                                              | Ema Klinec    |
| 04.12.2021                                                          | Lillehammer                      | Lysgårdsbakken HS98              |                                  | Katharina Althaus                                                              | Marita Kramer                                                                  | Urša Bogataj                                                                   | Marita Kramer |
| 05.12.2021                                                          | Lillehammer                      | Lysgårdsbakken HS140             |                                  | Marita Kramer                                                                  | Katharina Althaus                                                              | Silje Opseth                                                                   | Marita Kramer |
| 10.12.2021                                                          | Klingenthal                      | Vogtland Arena HS140             |                                  | Marita Kramer                                                                  | Silje Opseth                                                                   | Urša Bogataj                                                                   | Marita Kramer |
| 11.12.2021                                                          | Klingenthal                      | Vogtland Arena HS140             |                                  | Marita Kramer                                                                  | Silje Opseth                                                                   | Katharina Althaus                                                              | Marita Kramer |
| 17.12.2021                                                          | Ramsau                           | W90-Mattensprunganlage HS 98     |                                  | Marita Kramer                                                                  | Katharina Althaus                                                              | Urša Bogataj                                                                   | Marita Kramer |
| 1. Silvester-Turnier                                                |                                  |                                  |                                  |                                                                                |                                                                                |                                                                                | Marita Kramer |
| 31.12.2021                                                          | Ljubno                           | Logarska dolina HS94             | K.-o.-System                     | Nika Križnar                                                                   | Marita Kramer                                                                  | Ema Klinec                                                                     | Marita Kramer |
| 01.01.2022                                                          | Ljubno                           | Logarska dolina HS94             | K.-o.-System                     | Sara Takanashi                                                                 | Urša Bogataj                                                                   | Marita Kramer                                                                  | Marita Kramer |
| Silvester-Turnier-Gesamtwertung:                                    | Silvester-Turnier-Gesamtwertung: | Silvester-Turnier-Gesamtwertung: | Silvester-Turnier-Gesamtwertung: | Marita Kramer                                                                  | Nika Križnar                                                                   | Sara Takanashi                                                                 | Marita Kramer |
| 08.01.2022                                                          | Sapporo                          | Ōkurayama-Schanze HS137          | Nacht                            | Wettkämpfe aufgrund der COVID-19-Pandemie abgesagt.                            | Wettkämpfe aufgrund der COVID-19-Pandemie abgesagt.                            | Wettkämpfe aufgrund der COVID-19-Pandemie abgesagt.                            | Marita Kramer |
| 09.01.2022                                                          | Sapporo                          | Ōkurayama-Schanze HS137          |                                  | Wettkämpfe aufgrund der COVID-19-Pandemie abgesagt.                            | Wettkämpfe aufgrund der COVID-19-Pandemie abgesagt.                            | Wettkämpfe aufgrund der COVID-19-Pandemie abgesagt.                            | Marita Kramer |
| 14.01.2022                                                          | Yamagata                         | Zaō-Schanze HS102                | Nacht                            | Wettkämpfe aufgrund der COVID-19-Pandemie abgesagt.                            | Wettkämpfe aufgrund der COVID-19-Pandemie abgesagt.                            | Wettkämpfe aufgrund der COVID-19-Pandemie abgesagt.                            | Marita Kramer |
| 15.01.2022                                                          | Yamagata                         | Zaō-Schanze HS102                |                                  | Wettkämpfe aufgrund der COVID-19-Pandemie abgesagt.                            | Wettkämpfe aufgrund der COVID-19-Pandemie abgesagt.                            | Wettkämpfe aufgrund der COVID-19-Pandemie abgesagt.                            | Marita Kramer |
| 29.01.2022                                                          | Willingen                        | Mühlenkopfschanze HS147          | 1                                | Marita Kramer                                                                  | Katharina Althaus                                                              | Ema Klinec                                                                     | Marita Kramer |
| 30.01.2022                                                          | Willingen                        | Mühlenkopfschanze HS147          | 1                                | Nika Križnar                                                                   | Katharina Althaus                                                              | Alexandra Kustowa                                                              | Marita Kramer |
| 4. bis 20. Februar 2022 Olympische Winterspiele 2022 in Zhangjiakou |                                  |                                  |                                  |                                                                                |                                                                                |                                                                                | Marita Kramer |
| 25.02.2022                                                          | Hinzenbach                       | Aigner-Schanze HS90              | Team                             | ÖsterreichChiara Kreuzer Jacqueline Seifriedsberger Lisa Eder Marita Kramer    | RusslandAlexandra Kustowa Irma Machinja Sofja Tichonowa Irina Awwakumowa       | SlowenienUrša Bogataj Maja Vtič Špela Rogelj Nika Križnar                      | Marita Kramer |
| 26.02.2022                                                          | Hinzenbach                       | Aigner-Schanze HS90              |                                  | Urša Bogataj                                                                   | Nika Križnar                                                                   | Lisa Eder                                                                      | Marita Kramer |
| 27.02.2022                                                          | Hinzenbach                       | Aigner-Schanze HS90              |                                  | Nika Križnar                                                                   | Marita Kramer                                                                  | Joséphine Pagnier                                                              | Marita Kramer |
| 6. Raw Air                                                          |                                  |                                  |                                  |                                                                                |                                                                                |                                                                                | Marita Kramer |
| 02.03.2022                                                          | Lillehammer                      | Lysgårdsbakken HS140             | Nacht 2                          | Sara Takanashi                                                                 | Nika Križnar                                                                   | Urša Bogataj                                                                   | Marita Kramer |
| 03.03.2022                                                          | Lillehammer                      | Lysgårdsbakken HS140             | Nacht                            | Marita Kramer                                                                  | Nika Križnar                                                                   | Urša Bogataj                                                                   | Marita Kramer |
| 05.03.2022                                                          | Oslo                             | Holmenkollbakken HS134           | Nacht                            | Silje Opseth                                                                   | Nika Križnar                                                                   | Sara Takanashi                                                                 | Marita Kramer |
| 06.03.2022                                                          | Oslo                             | Holmenkollbakken HS134           | Nacht                            | Sara Takanashi                                                                 | Urša Bogataj                                                                   | Yūki Itō                                                                       | Marita Kramer |
| Raw-Air-Gesamtwertung:                                              | Raw-Air-Gesamtwertung:           | Raw-Air-Gesamtwertung:           | Raw-Air-Gesamtwertung:           | Nika Križnar                                                                   | Sara Takanashi                                                                 | Urša Bogataj                                                                   | Marita Kramer |
| 12.03.2022                                                          | Oberhof                          | Rennsteigschanze HS100           |                                  | Urša Bogataj                                                                   | Nika Križnar                                                                   | Katharina Althaus                                                              | Marita Kramer |
| 13.03.2022                                                          | Oberhof                          | Rennsteigschanze HS100           |                                  | Urša Bogataj                                                                   | Nika Križnar                                                                   | Ema Klinec                                                                     | Marita Kramer |
| 4. Blue Bird Tour                                                   |                                  |                                  |                                  |                                                                                |                                                                                |                                                                                | Marita Kramer |
| 19.03.2022                                                          | Nischni Tagil                    | Tramplin Stork HS97              |                                  | Wettkämpfe aufgrund des russischen Angriffskrieges gegen die Ukraine abgesagt. | Wettkämpfe aufgrund des russischen Angriffskrieges gegen die Ukraine abgesagt. | Wettkämpfe aufgrund des russischen Angriffskrieges gegen die Ukraine abgesagt. | Marita Kramer |
| 20.03.2022                                                          | Nischni Tagil                    | Tramplin Stork HS97              |                                  | Wettkämpfe aufgrund des russischen Angriffskrieges gegen die Ukraine abgesagt. | Wettkämpfe aufgrund des russischen Angriffskrieges gegen die Ukraine abgesagt. | Wettkämpfe aufgrund des russischen Angriffskrieges gegen die Ukraine abgesagt. | Marita Kramer |
| 26.03.2022                                                          | Tschaikowski                     | Sneschinka HS140                 |                                  | Wettkämpfe aufgrund des russischen Angriffskrieges gegen die Ukraine abgesagt. | Wettkämpfe aufgrund des russischen Angriffskrieges gegen die Ukraine abgesagt. | Wettkämpfe aufgrund des russischen Angriffskrieges gegen die Ukraine abgesagt. | Marita Kramer |
| 27.03.2022                                                          | Tschaikowski                     | Sneschinka HS140                 |                                  | Wettkämpfe aufgrund des russischen Angriffskrieges gegen die Ukraine abgesagt. | Wettkämpfe aufgrund des russischen Angriffskrieges gegen die Ukraine abgesagt. | Wettkämpfe aufgrund des russischen Angriffskrieges gegen die Ukraine abgesagt. | Marita Kramer |
| Blue-Bird-Tour-Gesamtwertung:                                       |                                  |                                  |                                  | Wettkämpfe aufgrund des russischen Angriffskrieges gegen die Ukraine abgesagt. | Wettkämpfe aufgrund des russischen Angriffskrieges gegen die Ukraine abgesagt. | Wettkämpfe aufgrund des russischen Angriffskrieges gegen die Ukraine abgesagt. | Marita Kramer |

### Wertungen
| Rang | Name                       | Punkte |
| ---- | -------------------------- | ------ |
| 01.  | Marita Kramer              | 1316   |
| 02.  | Nika Križnar               | 1191   |
| 03.  | Urša Bogataj               | 1151   |
| 04.  | Katharina Althaus          | 0906   |
| 05.  | Sara Takanashi             | 0843   |
| 06.  | Silje Opseth               | 0731   |
| 07.  | Ema Klinec                 | 0680   |
| 08.  | Yūki Itō                   | 0449   |
| 09.  | Lisa Eder                  | 0420   |
| 10.  | Jacqueline Seifriedsberger | 0393   |
| 11.  | Joséphine Pagnier          | 0387   |
| 12.  | Špela Rogelj               | 0371   |
| 13.  | Frida Westman              | 0358   |
| 14.  | Daniela Iraschko-Stolz     | 0329   |
| 15.  | Eva Pinkelnig              | 0315   |
| 16.  | Thea Minyan Bjørseth       | 0311   |
| 17.  | Anna Odine Strøm           | 0292   |
| 18.  | Chiara Kreuzer             | 0291   |
| 19.  | Kaori Iwabuchi             | 0221   |

| Rang | Name                | Punkte |
| ---- | ------------------- | ------ |
| 20.  | Jerneja Brecl       | 0208   |
| 21.  | Yūka Setō           | 0203   |
| 22.  | Nika Prevc          | 0199   |
| 23.  | Abigail Strate      | 0170   |
| 24.  | Alexandra Kustowa   | 0169   |
| 25.  | Pauline Heßler      | 0168   |
| 26.  | Juliane Seyfarth    | 0139   |
| 27.  | Irina Awwakumowa    | 0132   |
| 28.  | Selina Freitag      | 0131   |
| 29.  | Julia Clair         | 0116   |
| 30.  | Julia Kykkänen      | 0110   |
| 31.  | Sofja Tichonowa     | 0107   |
| 32.  | Alexandria Loutitt  | 0094   |
| 33.  | Luisa Görlich       | 0091   |
| 34.  | Karolína Indráčková | 0082   |
| 35.  | Lara Malsiner       | 0076   |
| 36.  | Anna Rupprecht      | 0067   |
| 37.  | Maja Vtič           | 0061   |
| 38.  | Daniela Haralambie  | 0053   |

| Rang | Name                | Punkte |
| ---- | ------------------- | ------ |
| 39.  | Irma Machinja       | 0046   |
| 40.  | Kristina Prokopjewa | 0044   |
| 41.  | Jenny Rautionaho    | 0043   |
| 42.  | Kinga Rajda         | 0035   |
| 43.  | Haruka Iwasa        | 0022   |
|      | Sophie Sorschag     | 0022   |
| 45.  | Nicole Konderla     | 0019   |
| 46.  | Lidija Jakowlewa    | 0018   |
| 47.  | Dong Bing           | 0011   |
|      | Julia Mühlbacher    | 0011   |
| 49.  | Katra Komar         | 0009   |
| 50.  | Sina Arnet          | 0008   |
| 51.  | Jessica Malsiner    | 0007   |
| 52.  | Anna Schpynjowa     | 0006   |
| 53.  | Josephin Laue       | 0004   |
|      | Klára Ulrichová     | 0004   |
| 55.  | Natalie Eilers      | 0002   |
| 56.  | Vanessa Moharitsch  | 0001   |
|      | Astrid Norstedt     | 0001   |

| Rang | Name        | Punkte |
| ---- | ----------- | ------ |
| 01.  | Slowenien   | 4570   |
| 02.  | Österreich  | 3823   |
| 03.  | Japan       | 2213   |
| 04.  | Deutschland | 1931   |
| 05.  | Norwegen    | 1809   |
| 06.  | Russland    | 0897   |

| Rang | Name       | Punkte |
| ---- | ---------- | ------ |
| 07.  | Frankreich | 0553   |
| 08.  | Kanada     | 0391   |
| 09.  | Schweden   | 0359   |
| 10.  | Finnland   | 0278   |
| 11.  | Polen      | 0179   |
| 12.  | Tschechien | 0086   |

| Rang | Name                | Punkte |
| ---- | ------------------- | ------ |
| 13.  | Italien             | 0083   |
| 14.  | Rumänien            | 0053   |
| 15.  | Volksrepublik China | 0011   |
| 16.  | Schweiz             | 0008   |

### Tabellen

#### Ergebnisse Athletinnen
| 01   | Marita Kramer                  | 1        | 4        | 2        | 1        | 1           | 1           | 1          | 2                 | 3                 | 1           | DNS         | 5          | 2          | 4        | 1        | 7        | 5        | 6           | 4           | 1316   |  |  |  |  |  |
| 02   | Nika Križnar                   | 8        | 7        | 5        | 7        | 4           | 8           | 6          | 1                 | 5                 | 5           | 1           | 2          | 1          | 2        | 2        | 2        | 4        | 2           | 2           | 1191   |  |  |  |  |  |
| 03   | Urša Bogataj                   | 4        | 2        | 3        | 6        | 3           | 5           | 3          | 4                 | 2                 | 7           | 6           | 1          | NQ         | 3        | 3        | 4        | 2        | 1           | 1           | 1151   |  |  |  |  |  |
| 04   | Katharina Althaus              | 5        | 3        | 1        | 2        | 7           | 3           | 2          | 5                 | 8                 | 2           | 2           | —          | —          | —        | 10       | 5        | 8        | 3           | 5           | 0906   |  |  |  |  |  |
| 05   | Sara Takanashi                 | 6        | 5        | 6        | 8        | 5           | 4           | 4          | 5                 | 1                 | —           | —           | —          | —          | 1        | 4        | 3        | 1        | 4           | 7           | 0843   |  |  |  |  |  |
| 06   | Silje Opseth                   | 15       | 8        | 4        | 3        | 2           | 2           | 14         | 13                | 11                | 8           | 11          | 7          | 13         | 5        | 8        | 1        | 7        | 33          | 10          | 0731   |  |  |  |  |  |
| 07   | Ema Klinec                     | 2        | 1        | 9        | 4        | 13          | 7           | 5          | 3                 | 4                 | 3           | 5           | —          | —          | —        | —        | —        | —        | 5           | 3           | 0680   |  |  |  |  |  |
| 08   | Yūki Itō                       | NQ       | 22       | 12       | 27       | 11          | NQ          | 38         | 28                | 32                | 4           | 8           | 6          | 10         | 6        | 5        | 6        | 3        | 7           | 14          | 0449   |  |  |  |  |  |
| 09   | Lisa Eder                      | 7        | 12       | 10       | 13       | 21          | 20          | 11         | 8                 | 31                | —           | —           | 3          | 7          | 18       | 12       | 14       | 10       | 8           | 8           | 0420   |  |  |  |  |  |
| 10   | Jacqueline Seifriedsberger     | 10       | 6        | 20       | 11       | 15          | 13          | 13         | 17                | 15                | 9           | DNS         | 11         | 9          | 17       | 11       | 8        | 14       | 14          | 14          | 0393   |  |  |  |  |  |
| 11   | Joséphine Pagnier              | 19       | 21       | 19       | 34       | 17          | 16          | 24         | 12                | 14                | 6           | 4           | 24         | 3          | 11       | 7        | 11       | 13       | 20          | 26          | 0387   |  |  |  |  |  |
| 12   | Špela Rogelj                   | 39       | 24       | 15       | 22       | 10          | 9           | 17         | 14                | 16                | 18          | 12          | 12         | 6          | 7        | 14       | 12       | 11       | 31          | 6           | 0371   |  |  |  |  |  |
| 13   | Frida Westman                  | 20       | 18       | 13       | 26       | —           | —           | 15         | —                 | —                 | 10          | 7           | 4          | 4          | 7        | 18       | 21       | 17       | 9           | 9           | 0358   |  |  |  |  |  |
| 14   | Daniela Iraschko-Stolz         | 3        | 15       | 7        | 9        | 8           | 6           | 6          | 7                 | 6                 | —           | —           | —          | —          | —        | —        | —        | —        | —           | —           | 0329   |  |  |  |  |  |
| 15   | Eva Pinkelnig                  | 36       | 9        | 8        | 5        | 9           | 11          | 8          | 9                 | 10                | 24          | DNS         | —          | —          | 13       | 13       | 17       | 23       | —           | —           | 0315   |  |  |  |  |  |
| 16   | Thea Minyan Bjørseth           | 32       | 25       | 18       | 21       | 23          | 19          | 9          | 10                | 12                | 17          | 17          | 14         | 12         | 10       | 6        | 17       | 15       | 22          | 19          | 0311   |  |  |  |  |  |
| 17   | Anna Odine Strøm               | 16       | 20       | 16       | 10       | 12          | 18          | 21         | 19                | 13                | 13          | 14          | 10         | 18         | 19       | 21       | 15       | 19       | 24          | 17          | 0292   |  |  |  |  |  |
| 18   | Chiara Kreuzer                 | 35       | 10       | 26       | 29       | 14          | 14          | 35         | —                 | —                 | 12          | DNS         | 15         | 11         | 12       | 8        | 10       | 6        | 13          | 13          | 0291   |  |  |  |  |  |
| 19   | Kaori Iwabuchi                 | 26       | 13       | 17       | 12       | 6           | 37          | 28         | 29                | 27                | 15          | 10          | 35         | 21         | 22       | 24       | 16       | 20       | 17          | 28          | 0221   |  |  |  |  |  |
| 20   | Jerneja Brecl                  | 25       | 17       | 14       | 18       | 19          | 14          | —          | 26                | 26                | DSQ         | 9           | —          | —          | 15       | 15       | 13       | 9        | 38          | 24          | 0208   |  |  |  |  |  |
| 21   | Yūka Setō                      | NQ       | 32       | 27       | 31       | 16          | 10          | 10         | 15                | 9                 | —           | —           | 16         | 15         | 21       | 27       | 20       | 12       | NQ          | 22          | 0203   |  |  |  |  |  |
| 22   | Nika Prevc                     | 23       | 38       | 11       | 25       | 25          | 26          | —          | 11                | 7                 | 11          | 13          | —          | —          | —        | —        | —        | —        | 11          | 12          | 0199   |  |  |  |  |  |
| 23   | Abigail Strate                 | 13       | 25       | 30       | NQ       | —           | —           | 22         | —                 | —                 | —           | —           | 9          | 8          | 20       | 16       | 22       | 16       | 18          | 21          | 0170   |  |  |  |  |  |
| 24   | Alexandra Kustowa              | 28       | 30       | 34       | 17       | 22          | 17          | 39         | 16                | 22                | 14          | 3           | 20         | 16         | —        | —        | —        | —        | —           | —           | 0169   |  |  |  |  |  |
| 25   | Pauline Heßler                 | 10       | 11       | 23       | 16       | 30          | 28          | 19         | 24                | 17                | 24          | 19          | —          | —          | —        | —        | —        | —        | 10          | 18          | 0168   |  |  |  |  |  |
| 26   | Juliane Seyfarth               | 9        | NQ       | 22       | 18       | 26          | 24          | 26         | 25                | 29                | 16          | 15          | —          | —          | —        | DSQ      | 26       | 22       | 28          | 16          | 0139   |  |  |  |  |  |
| 27   | Irina Awwakumowa               | 12       | 35       | 25       | 15       | 18          | 12          | 16         | 18                | 19                | —           | —           | 23         | 26         | —        | —        | —        | —        | —           | —           | 0132   |  |  |  |  |  |
| 28   | Selina Freitag                 | 21       | 15       | 21       | 20       | 24          | 38          | 18         | 31                | NQ                | 24          | DNS         | 22         | 20         | 29       | 23       | 28       | 21       | 21          | 27          | 0131   |  |  |  |  |  |
| 29   | Julia Clair                    | 29       | 28       | 35       | 36       | NQ          | 34          | NQ         | 50                | 45                | 20          | 18          | NQ         | 34         | 9        | 20       | 9        | 18       | 27          | 30          | 0116   |  |  |  |  |  |
| 30   | Julia Kykkänen                 | 18       | 33       | 38       | 37       | 31          | 22          | 29         | 34                | 42                | 22          | 16          | 28         | 24         | 23       | 26       | 19       | 27       | 19          | 25          | 0110   |  |  |  |  |  |
| 31   | Sofja Tichonowa                | 27       | NQ       | —        | —        | 34          | 33          | 23         | 23                | 21                | —           | —           | 8          | 5          | —        | —        | —        | —        | —           | —           | 0107   |  |  |  |  |  |
| 32   | Alexandria Loutitt             | NQ       | 34       | DSQ      | 14       | NQ          | NQ          | 37         | 19                | 24                | —           | —           | 21         | 30         | —        | —        | —        | —        | 12          | 11          | 0094   |  |  |  |  |  |
| 33   | Luisa Görlich                  | 30       | 31       | 24       | 23       | 28          | NQ          | —          | —                 | —                 | —           | —           | 19         | 22         | 16       | 19       | 30       | 34       | 16          | 23          | 0091   |  |  |  |  |  |
| 34   | Karolína Indráčková            | 33       | NQ       | 32       | 24       | 20          | 23          | 27         | 37                | 25                | —           | —           | NQ         | 25         | 14       | 17       | 29       | 25       | 37          | NQ          | 0082   |  |  |  |  |  |
| 35   | Lara Malsiner                  | 22       | 40       | 33       | 33       | 35          | 32          | 12         | —                 | —                 | —           | —           | 17         | 23         | 25       | 25       | 33       | 35       | 34          | 20          | 0076   |  |  |  |  |  |
| 36   | Anna Rupprecht                 | 18       | 19       | 39       | 38       | 26          | 36          | 32         | 27                | 38                | —           | —           | 26         | 19         | —        | —        | —        | —        | 15          | 31          | 0067   |  |  |  |  |  |
| 37   | Maja Vtič                      | —        | —        | —        | —        | —           | —           | NQ         | 36                | 33                | —           | —           | 13         | 17         | 26       | 22       | 23       | 26       | —           | —           | 0061   |  |  |  |  |  |
| 38   | Daniela Haralambie             | 17       | 27       | 31       | 28       | 33          | 31          | 20         | 21                | 20                | —           | —           | —          | —          | —        | —        | —        | —        | —           | —           | 0053   |  |  |  |  |  |
| 39   | Irma Machinja                  | 31       | 29       | 28       | 39       | NQ          | NQ          | 25         | 30                | 28                | —           | —           | 18         | 14         | —        | —        | —        | —        | —           | —           | 0046   |  |  |  |  |  |
| 40   | Kristina Prokopjewa            | 23       | 14       | 36       | 30       | 40          | 39          | 40         | 42                | 44                | 24          | 21          | 32         | NQ         | —        | —        | —        | —        | —           | —           | 0044   |  |  |  |  |  |
| 41   | Jenny Rautionaho               | NQ       | 36       | NQ       | 32       | 37          | 35          | —          | 35                | 36                | 19          | 20          | 33         | 27         | 30       | 30       | 24       | 24       | 35          | 32          | 0043   |  |  |  |  |  |
| 42   | Kinga Rajda                    | 34       | NQ       | 37       | NQ       | 36          | 29          | NQ         | —                 | —                 | 23          | 22          | —          | —          | 27       | 28       | 25       | 28       | —           | —           | 0035   |  |  |  |  |  |
| 43   | Sophie Sorschag                | —        | —        | —        | —        | —           | —           | —          | 22                | 18                | —           | —           | —          | —          | —        | —        | —        | —        | —           | —           | 0022   |  |  |  |  |  |
| 43   | Haruka Iwasa                   | NQ       | NQ       | NQ       | NQ       | NQ          | 25          | NQ         | 44                | 30                | —           | —           | 34         | 32         | 24       | 29       | 27       | 31       | 29          | 34          | 0022   |  |  |  |  |  |
| 45   | Nicole Konderla                | NQ       | 37       | NQ       | 34       | NQ          | NQ          | NQ         | 47                | NQ                | 21          | 22          | —          | —          | 34       | 37       | 35       | 33       | NQ          | NQ          | 0019   |  |  |  |  |  |
| 46   | Lidija Jakowlewa               | —        | 23       | 29       | 40       | —           | —           | —          | NQ                | 23                | —           | —           | —          | —          | —        | —        | —        | —        | —           | —           | 0018   |  |  |  |  |  |
| 47   | Dong Bing                      | NQ       | 39       | —        | —        | 32          | 21          | 30         | 38                | NQ                | —           | —           | —          | —          | —        | —        | —        | —        | —           | —           | 0011   |  |  |  |  |  |
| 47   | Julia Mühlbacher               | —        | —        | —        | —        | —           | —           | —          | —                 | —                 | —           | —           | 30         | 29         | —        | —        | —        | —        | 23          | 35          | 0011   |  |  |  |  |  |
| 49   | Katra Komar                    | —        | —        | —        | —        | —           | —           | NQ         | 43                | 39                | —           | —           | 25         | 31         | 28       | 31       | 32       | 32       | —           | —           | 0009   |  |  |  |  |  |
| 50   | Sina Arnet                     | —        | —        | —        | —        | —           | —           | —          | —                 | —                 | —           | —           | —          | —          | —        | —        | —        | —        | 25          | 29          | 0008   |  |  |  |  |  |
| 51   | Jessica Malsiner               | NQ       | NQ       | NQ       | NQ       | —           | —           | —          | 46                | 45                | —           | —           | 29         | 37         | —        | —        | —        | —        | 26          | 39          | 0007   |  |  |  |  |  |
| 52   | Anna Schpynjowa                | NQ       | —        | NQ       | NQ       | 29          | 27          | 31         | —                 | —                 | —           | —           | —          | —          | —        | —        | —        | —        | —           | —           | 0006   |  |  |  |  |  |
| 53   | Klára Ulrichová                | 40       | NQ       | NQ       | NQ       | NQ          | NQ          | 33         | 39                | 48                | —           | —           | 27         | 33         | —        | —        | —        | —        | —           | —           | 0004   |  |  |  |  |  |
| 53   | Josephin Laue                  | —        | —        | —        | —        | NQ          | NQ          | —          | —                 | —                 | —           | —           | NQ         | 28         | 33       | 32       | 36       | 30       | —           | —           | 0004   |  |  |  |  |  |
| 55   | Natalie Eilers                 | 37       | NQ       | NQ       | NQ       | NQ          | NQ          | NQ         | NQ                | 50                | —           | —           | NQ         | NQ         | 35       | 36       | 34       | 29       | —           | —           | 0002   |  |  |  |  |  |
| 56   | Astrid Norstedt                | —        | —        | NQ       | NQ       | 39          | 30          | NQ         | NQ                | NQ                | —           | —           | —          | —          | 32       | 33       | 38       | 36       | —           | —           | 0001   |  |  |  |  |  |
| 56   | Vanessa Moharitsch             | —        | —        | —        | —        | —           | —           | —          | —                 | —                 | —           | —           | 38         | 36         | —        | —        | —        | —        | 30          | 37          | 0001   |  |  |  |  |  |
|      |                                |          |          |          |          |             |             |            |                   |                   |             |             |            |            |          |          |          |          |             |             |        |  |  |  |  |  |
| —    | Li Xueyao                      | NQ       | NQ       | —        | —        | NQ          | NQ          | 34         | NQ                | NQ                | —           | —           | —          | —          | —        | —        | —        | —        | —           | —           | —      |  |  |  |  |  |
| —    | Peng Qingyue                   | NQ       | NQ       | —        | —        | 38          | 40          | 36         | 41                | 40                | —           | —           | —          | —          | —        | —        | —        | —        | —           | —           | —      |  |  |  |  |  |
| —    | Shao Birun                     | NQ       | NQ       | —        | —        | —           | —           | —          | —                 | —                 | —           | —           | —          | —          | —        | —        | —        | —        | —           | —           | —      |  |  |  |  |  |
| —    | Wang Liangyao                  | NQ       | NQ       | —        | —        | NQ          | NQ          | NQ         | 39                | 41                | —           | —           | —          | —          | —        | —        | —        | —        | —           | —           | —      |  |  |  |  |  |
| —    | Zeng Ping                      | NQ       | NQ       | —        | —        | NQ          | NQ          | NQ         | NQ                | NQ                | —           | —           | —          | —          | —        | —        | —        | —        | —           | —           | —      |  |  |  |  |  |
| —    | Michelle Göbel                 | —        | —        | —        | —        | NQ          | NQ          | —          | —                 | —                 | —           | —           | —          | —          | —        | —        | —        | —        | —           | —           | —      |  |  |  |  |  |
| —    | Pia Lilian Kübler              | —        | —        | —        | —        | NQ          | NQ          | —          | —                 | —                 | —           | —           | —          | —          | —        | —        | —        | —        | —           | —           | —      |  |  |  |  |  |
| —    | Carina Vogt                    | —        | —        | —        | —        | —           | —           | NQ         | 48                | 49                | —           | —           | —          | —          | —        | —        | —        | —        | —           | —           | —      |  |  |  |  |  |
| —    | Susanna Forsström              | NQ       | NQ       | NQ       | —        | —           | —           | —          | —                 | —                 | —           | —           | —          | —          | —        | —        | —        | —        | —           | —           | —      |  |  |  |  |  |
| —    | Sofia Mattila                  | —        | —        | —        | —        | —           | —           | —          | —                 | —                 | —           | —           | NQ         | NQ         | —        | —        | —        | —        | —           | —           | —      |  |  |  |  |  |
| —    | Julia Tervahartiala            | —        | —        | —        | —        | —           | —           | —          | —                 | —                 | —           | —           | NQ         | NQ         | —        | —        | —        | —        | —           | —           | —      |  |  |  |  |  |
| —    | Océane Avocat Gros             | NQ       | NQ       | NQ       | NQ       | NQ          | NQ          | NQ         | —                 | —                 | —           | —           | —          | —          | —        | —        | —        | —        | —           | —           | —      |  |  |  |  |  |
| —    | Martina Ambrosi                | —        | —        | —        | —        | —           | —           | —          | NQ                | NQ                | —           | —           | 37         | 35         | —        | —        | —        | —        | 36          | 36          | —      |  |  |  |  |  |
| —    | Martina Zanitzer               | —        | —        | —        | —        | —           | —           | —          | NQ                | NQ                | —           | —           | —          | —          | —        | —        | —        | —        | —           | —           | —      |  |  |  |  |  |
| —    | Nicole Maurer                  | NQ       | NQ       | NQ       | NQ       | —           | —           | NQ         | NQ                | NQ                | —           | —           | NQ         | NQ         | 37       | 34       | 37       | 38       | —           | —           | —      |  |  |  |  |  |
| —    | Weronika Schischkina           | NQ       | NQ       | NQ       | NQ       | NQ          | NQ          | NQ         | —                 | —                 | —           | —           | —          | —          | —        | —        | —        | —        | —           | —           | —      |  |  |  |  |  |
| —    | Frida Berger                   | —        | —        | NQ       | NQ       | —           | —           | —          | —                 | —                 | —           | —           | NQ         | NQ         | —        | —        | —        | —        | —           | —           | —      |  |  |  |  |  |
| —    | Ingrid Hordvik Kleven          | —        | —        | NQ       | NQ       | —           | —           | —          | —                 | —                 | —           | —           | —          | —          | —        | —        | —        | —        | —           | —           | —      |  |  |  |  |  |
| —    | Nora Midtsundstad              | —        | —        | —        | —        | —           | —           | —          | —                 | —                 | —           | —           | —          | —          | —        | —        | —        | —        | NQ          | 33          | —      |  |  |  |  |  |
| —    | Karoline Røstad                | —        | —        | —        | —        | —           | —           | —          | —                 | —                 | —           | —           | —          | —          | —        | —        | DSQ      | 39       | —           | —           | —      |  |  |  |  |  |
| —    | Karoline Skatvedt              | —        | —        | NQ       | NQ       | —           | —           | —          | —                 | —                 | —           | —           | —          | —          | 36       | 38       | —        | —        | —           | —           | —      |  |  |  |  |  |
| —    | Heidi Dyhre Traaserud          | —        | —        | NQ       | NQ       | —           | —           | —          | —                 | —                 | —           | —           | —          | —          | —        | —        | —        | —        | —           | —           | —      |  |  |  |  |  |
| —    | Sophie Kothbauer               | —        | —        | —        | —        | —           | —           | —          | —                 | —                 | —           | —           | 39         | 39         | —        | —        | —        | —        | —           | —           | —      |  |  |  |  |  |
| —    | Hannah Wiegele                 | —        | —        | —        | —        | —           | —           | —          | —                 | —                 | —           | —           | 36         | 38         | 31       | 35       | 31       | 37       | —           | —           | —      |  |  |  |  |  |
| —    | Kamila Karpiel                 | 38       | NQ       | NQ       | NQ       | —           | —           | —          | —                 | —                 | —           | —           | —          | —          | —        | —        | —        | —        | —           | —           | —      |  |  |  |  |  |
| —    | Anna Twardosz                  | —        | —        | NQ       | NQ       | NQ          | NQ          | NQ         | NQ                | NQ                | —           | —           | —          | —          | —        | —        | —        | —        | 32          | 38          | —      |  |  |  |  |  |
| —    | Delia Folea                    | NQ       | NQ       | NQ       | NQ       | NQ          | NQ          | NQ         | NQ                | NQ                | —           | —           | —          | —          | —        | —        | —        | —        | —           | —           | —      |  |  |  |  |  |
| —    | Alessia Mîțu-Cosca             | NQ       | NQ       | NQ       | —        | —           | —           | NQ         | NQ                | NQ                | —           | —           | —          | —          | —        | —        | —        | —        | —           | —           | —      |  |  |  |  |  |
| —    | Andreea Diana Trâmbițaș        | NQ       | NQ       | —        | —        | NQ          | NQ          | NQ         | NQ                | NQ                | —           | —           | —          | —          | —        | —        | —        | —        | —           | —           | —      |  |  |  |  |  |
| —    | Diana Maximowna Toroptschenowa | —        | —        | —        | —        | —           | —           | —          | —                 | —                 | —           | —           | DSQ        | 40         | —        | —        | —        | —        | —           | —           | —      |  |  |  |  |  |
| —    | Tamara Mesikova                | —        | —        | —        | —        | —           | —           | —          | —                 | —                 | —           | —           | NQ         | NQ         | —        | —        | —        | —        | NQ          | 40          | —      |  |  |  |  |  |
| —    | Tinkara Komar                  | —        | —        | —        | —        | —           | —           | —          | NQ                | NQ                | —           | —           | —          | —          | —        | —        | —        | —        | —           | —           | —      |  |  |  |  |  |
| —    | Lara Logar                     | —        | —        | —        | —        | —           | —           | —          | 49                | 47                | —           | —           | —          | —          | —        | —        | —        | —        | —           | —           | —      |  |  |  |  |  |
| —    | Jerneja Repinc Zupančič        | —        | —        | —        | —        | —           | —           | —          | 45                | 37                | —           | —           | —          | —          | —        | —        | —        | —        | —           | —           | —      |  |  |  |  |  |
| —    | Nika Vetrih                    | —        | —        | —        | —        | —           | —           | —          | 33                | 33                | —           | —           | —          | —          | —        | —        | —        | —        | —           | —           | —      |  |  |  |  |  |
| —    | Anežka Indráčková              | —        | —        | —        | —        | —           | —           | NQ         | 32                | 33                | —           | —           | 31         | NQ         | —        | —        | —        | —        | DSQ         | NQ          | —      |  |  |  |  |  |
| —    | Štěpánka Ptáčková              | —        | —        | —        | —        | —           | —           | NQ         | NQ                | NQ                | —           | —           | —          | —          | —        | —        | —        | —        | —           | —           | —      |  |  |  |  |  |
| —    | Tetjana Pylyptschuk            | —        | —        | NQ       | NQ       | —           | —           | NQ         | NQ                | NQ                | —           | —           | —          | —          | —        | —        | —        | —        | 39          | NQ          | —      |  |  |  |  |  |
| —    | Annika Belshaw                 | NQ       | NQ       | NQ       | NQ       | —           | —           | —          | NQ                | NQ                | —           | —           | —          | —          | —        | —        | —        | —        | —           | —           | —      |  |  |  |  |  |
| —    | Anna Hoffmann                  | NQ       | NQ       | NQ       | NQ       | NQ          | NQ          | NQ         | NQ                | NQ                | —           | —           | —          | —          | —        | —        | —        | —        | —           | —           | —      |  |  |  |  |  |
| —    | Paige Jones                    | —        | —        | —        | —        | —           | —           | —          | NQ                | NQ                | —           | —           | —          | —          | —        | —        | —        | —        | —           | —           | —      |  |  |  |  |  |
| —    | Nina Lussi                     | NQ       | NQ       | NQ       | NQ       | —           | —           | —          | NQ                | NQ                | —           | —           | —          | —          | —        | —        | —        | —        | —           | —           | —      |  |  |  |  |  |
| —    | Logan Sankey                   | NQ       | NQ       | NQ       | NQ       | NQ          | NQ          | NQ         | —                 | —                 | —           | —           | —          | —          | —        | —        | —        | —        | —           | —           | —      |  |  |  |  |  |
| Rang | Athletin                       | Russland | Russland | Norwegen | Norwegen | Deutschland | Deutschland | Osterreich | Slowenien         | Slowenien         | Deutschland | Deutschland | Osterreich | Osterreich | Norwegen | Norwegen | Norwegen | Norwegen | Deutschland | Deutschland | Punkte |  |  |  |  |  |
| Rang | Athletin                       |          |          |          |          |             |             |            | Silvester-Turnier | Silvester-Turnier |             |             |            |            | Raw Air  | Raw Air  | Raw Air  | Raw Air  |             |             | Punkte |  |  |  |  |  |

Legende
| Farbe | Farbe | Farbe | Bedeutung                             |
| ----- | ----- | ----- | ------------------------------------- |
| 1     | 2     | 3     | Erster / Zweiter / Dritter            |
| XX    | XX    | XX    | Platz 4 bis 30 – Weltcuppunkte        |
| XX    | XX    | XX    | Platz 31 bis 50 – keine Weltcuppunkte |
| DNS   | DNS   | DNS   | Nicht gestartet                       |
| DSQ   | DSQ   | DSQ   | Disqualifiziert                       |
| NQ    | NQ    | NQ    | Nicht qualifiziert                    |

#### Ergebnisse Teamwettkämpfe
| Nation      | Hinzenbach                                                          |
| ----------- | ------------------------------------------------------------------- |
| Deutschland | 5 Luisa Görlich Josephin Laue Anna Rupprecht Selina Freitag         |
| Österreich  | 1 Chiara Kreuzer Jacqueline Seifriedsberger Lisa Eder Marita Kramer |
| Finnland    | 8 Julia Tervahartiala Sofia Mattila Jenny Rautionaho Julia Kykkänen |
| Japan       | 4 Yūki Itō Haruka Iwasa Yūka Setō Kaori Iwabuchi                    |
| Kanada      | 7 Nicole Maurer Natalie Eilers Alexandria Loutitt Abigail Strate    |
| Norwegen    | 6 Thea Minyan Bjørseth Silje Opseth Frida Berger Anna Odine Strøm   |
| Russland    | 2 Alexandra Kustowa Irma Machinja Sofja Tichonowa Irina Awwakumowa  |
| Slowenien   | 3 Urša Bogataj Maja Vtič Špela Rogelj Nika Križnar                  |

Legende
| Farbe | Farbe | Farbe | Bedeutung                        |
| ----- | ----- | ----- | -------------------------------- |
| 1     | 2     | 3     | Erster / Zweiter / Dritter       |
| XX    | XX    | XX    | Platz 4 bis 8 – Weltcuppunkte    |
| XX    | XX    | XX    | ab Platz 9 – keine Weltcuppunkte |

| Punkteverteilung | Punkteverteilung | Punkteverteilung | Punkteverteilung | Punkteverteilung | Punkteverteilung | Punkteverteilung | Punkteverteilung | Punkteverteilung |
| ---------------- | ---------------- | ---------------- | ---------------- | ---------------- | ---------------- | ---------------- | ---------------- | ---------------- |
| Platz            | 1                | 2                | 3                | 4                | 5                | 6                | 7                | 8                |
| Punkte           | 400              | 350              | 300              | 250              | 200              | 150              | 100              | 50               |

### Karriereenden
Vor der Saison:
- Virág Vörös[29]

Nach der Saison:
- Océane Avocat Gros[30]
- Kaori Iwabuchi[31]
- Nina Lussi[32]
- Špela Rogelj[33]
- Carina Vogt[34]

## Mixed
Nachdem in der Vorsaison nach mehrjähriger Pause wieder ein Mixed-Teamspringen im Weltcup abgehalten wurde, standen für die olympische Saison 2021/22 erstmals zwei Mixed-Wettbewerbeauf dem Programm. Das zweite Springen fand im Rahmen der Raw Air 2022 in Oslo statt, fließt jedoch nicht in deren Wertung ein.

### Weltcup-Übersicht
| Datum      | Austragungsort | Schanze                 | Bemerkung | Sieger                                                   | Zweiter                                                                        | Dritter                                                                      |
| ---------- | -------------- | ----------------------- | --------- | -------------------------------------------------------- | ------------------------------------------------------------------------------ | ---------------------------------------------------------------------------- |
| 28.01.2022 | Willingen      | Mühlenkopfschanze HS147 | Nacht     | SlowenienEma Klinec Cene Prevc Urša Bogataj Anže Lanišek | NorwegenThea Minyan Bjørseth Halvor Egner Granerud Silje Opseth Marius Lindvik | ÖsterreichEva Pinkelnig Daniel Huber Marita Kramer Stefan Kraft              |
| 04.03.2022 | Oslo           | Holmenkollbakken HS134  | Nacht     | SlowenienUrša Bogataj Lovro Kos Nika Križnar Timi Zajc   | ÖsterreichChiara Kreuzer Manuel Fettner Marita Kramer Stefan Kraft             | NorwegenAnna Odine Strøm Robert Johansson Silje Opseth Halvor Egner Granerud |

### Ergebnisse Mixed-Teamwettkämpfe
| Nation      | Willingen                                                                         | Oslo                                                                   | Erzielte Punkte               |
| ----------- | --------------------------------------------------------------------------------- | ---------------------------------------------------------------------- | ----------------------------- |
| Deutschland | 4 Katharina Althaus Markus Eisenbichler Juliane Seyfarth Karl Geiger              | 5 Juliane Seyfarth Markus Eisenbichler Katharina Althaus Karl Geiger   | 450 Männer: 225 / Frauen: 225 |
| Österreich  | 3 Eva Pinkelnig Daniel Huber Marita Kramer Stefan Kraft                           | 2 Chiara Kreuzer Manuel Fettner Marita Kramer Stefan Kraft             | 650 Männer: 325 / Frauen: 325 |
| Finnland    | 9 Jenny Rautionaho Arttu Pohjola Julia Kykkänen Eetu Meriläinen                   | 6 Jenny Rautionaho Eetu Nousiainen Julia Kykkänen Niko Kytösaho        | 150 Männer: 75 / Frauen: 75   |
| Frankreich  | 7 Julia Clair Valentin Foubert Joséphine Pagnier Mathis Contamine                 | —                                                                      | 100 Männer: 50 / Frauen: 50   |
| Japan       | 5 Yūki Itō Naoki Nakamura Kaori Iwabuchi Yukiya Satō                              | 4 Sara Takanashi Yukiya Satō Yūki Itō Ryōyū Kobayashi                  | 450 Männer: 225 / Frauen: 225 |
| Kanada      | —                                                                                 | 8 Natalie Eilers Matthew Soukup Abigail Strate MacKenzie Boyd-Clowes   | 50 Männer: 25 / Frauen: 25    |
| Norwegen    | 2 Thea Minyan Bjørseth Halvor Egner Granerud Silje Opseth Marius Lindvik          | 3 Anna Odine Strøm Robert Johansson Silje Opseth Halvor Egner Granerud | 650 Männer: 325 / Frauen: 325 |
| Polen       | 6 Kinga Rajda Piotr Żyła Nicole Konderla Dawid Kubacki                            | 7 Nicole Konderla Piotr Żyła Kinga Rajda Kamil Stoch                   | 250 Männer: 125 / Frauen: 125 |
| Russland    | 8 Kristina Prokopjewa Michail Maximotschkin Alexandra Kustowa Alexander Baschenow | —                                                                      | 050 Männer: 25 / Frauen: 25   |
| Slowenien   | 1 Ema Klinec Cene Prevc Urša Bogataj Anže Lanišek                                 | 1 Urša Bogataj Lovro Kos Nika Križnar Timi Zajc                        | 800 Männer: 400 / Frauen: 400 |

Legende
| Farbe | Farbe | Farbe | Bedeutung                        |
| ----- | ----- | ----- | -------------------------------- |
| 1     | 2     | 3     | Erster / Zweiter / Dritter       |
| XX    | XX    | XX    | Platz 4 bis 8 – Weltcuppunkte    |
| XX    | XX    | XX    | ab Platz 9 – keine Weltcuppunkte |

| Punkteverteilung | Punkteverteilung | Punkteverteilung | Punkteverteilung | Punkteverteilung | Punkteverteilung | Punkteverteilung | Punkteverteilung | Punkteverteilung |
| ---------------- | ---------------- | ---------------- | ---------------- | ---------------- | ---------------- | ---------------- | ---------------- | ---------------- |
| Platz            | 1                | 2                | 3                | 4                | 5                | 6                | 7                | 8                |
| Punkte gesamt    | 400              | 350              | 300              | 250              | 200              | 150              | 100              | 50               |
| Punkte Männer    | 200              | 175              | 150              | 125              | 100              | 75               | 50               | 25               |
| Punkte Frauen    | 200              | 175              | 150              | 125              | 100              | 75               | 50               | 25               |

## Kader

### Herren

#### Deutschland
Der DSV gab Anfang Mai die Kadereinteilung für die Saison 2021/22 bekannt. Dabei erhielt Felix Hoffmann keinen Kaderplatz mehr.
| Name                |
| ------------------- |
| Markus Eisenbichler |
| Karl Geiger         |
| Pius Paschke        |
| Severin Freund      |
| Stephan Leyhe       |
| Constantin Schmid   |
| Martin Hamann       |
| Andreas Wellinger   |

| Name             |
| ---------------- |
| Richard Freitag  |
| David Siegel     |
| Moritz Baer      |
| Luca Roth        |
| Philipp Raimund  |
| Justin Lisso     |
| Kilian Märkl     |
| Adrian Sell      |
| Claudio Haas     |
| Quirin Modricker |

| Name             |
| ---------------- |
| Simon Spiewok    |
| Finn Braun       |
| Ben Bayer        |
| Jannik Faisst    |
| Adrian Tittel    |
| Justus Grundmann |
| Philip Fries     |
| Luca Geyer       |

| Name                |
| ------------------- |
| Julian Fussi        |
| Robin Kloss         |
| Lukas Nellenschulte |
| Otto Maus           |
| Max Unglaube        |
| Pirmin Kaiser       |
| Björn Kupke         |
| Daniel Gstatter     |
| Denny Burkhardt     |
| Jacob Frid          |
| Louis Günther       |
| Julian Hillmer      |
| Janne Holz          |
| Amadeus Horngacher  |
| Nando Riemann       |

- Cheftrainer: Stefan Horngacher, Co-Trainer: Jens Deimel, Bernhard Metzler und Andreas Wank
- Trainer Lehrgangsgruppe Ib: Peter Rohwein und Andreas Mitter
- Trainer Lehrgangsgruppe IIa: Tino Haase, Christian Leitner und Andreas Günter
- Trainer Lehrgangsgruppe IIb: Rolf Schilli
- Stützpunkt-Trainer: Christian Winkler

#### Österreich
Der ÖSV gab Anfang Mai die Kadereinteilung für die Saison 2021/22 bekannt. Im Gegensatz zum Vorjahr erhielten Gregor Schlierenzauer, Stefan Huber und Clemens Aigner keinen Kaderplatz mehr.
| Name               |
| ------------------ |
| Stefan Kraft       |
| Daniel Huber       |
| Michael Hayböck    |
| Philipp Aschenwald |
| Jan Hörl           |

| Name               |
| ------------------ |
| Manuel Fettner     |
| Markus Schiffner   |
| Thomas Lackner     |
| Niklas Bachlinger  |
| Stefan Rainer      |
| Ulrich Wohlgenannt |
| Maximilian Steiner |

| Name                 |
| -------------------- |
| Clemens Leitner      |
| Timon-Pascal Kahofer |
| Daniel Tschofenig    |
| David Haagen         |
| Elias Medwed         |
| Marco Wörgötter      |
| Francisco Mörth      |
| Claudio Mörth        |
| Peter Resinger       |
| Hannes Landerer      |
| Markus Müller        |
| Maximilian Ortner    |
| Jonas Schuster       |
| Julijan Smid         |

| Name               |
| ------------------ |
| Andre Fussenegger  |
| Elias Kogler       |
| Dominik Kulmitzer  |
| Louis Obersteiner  |
| Johannes Pölz      |
| Raffael Zimmermann |

- Cheftrainer: Andreas Widhölzl

#### Schweiz
Als erste Nation gab der Schweizer Skiverband am 21. April seine Kadereinteilung für die Saison 2021/22 bekannt. Dabei erhielt Killian Peier erneut als einziger Athlet den Nationalmannschafts-Status. Gregor Deschwanden und Dominik Peter wurden in den A-Kader hochgestuft.
| Name          |
| ------------- |
| Killian Peier |

| Name               |
| ------------------ |
| Simon Ammann       |
| Gregor Deschwanden |
| Dominik Peter      |

| Name             |
| ---------------- |
| Sandro Hauswirth |
| Andreas Schuler  |

| Name            |
| --------------- |
| Lars Kindlimann |
| Yanick Wasser   |

#### Finnland
Der finnische Skiverband gab Mitte Mai seine Kadereinteilung für die Saison 2021/22 bekannt. Cheftrainer Janne Väätäinen verdichtete dabei den Nationalkader auf drei Athleten, wodurch Andreas Alamommo, Jarkko Määttä und Eetu Nousiainen ihren Kaderstatus verloren. Väätäinen betonte jedoch, dass die regionalen Trainingsmöglichkeiten gegeben sind und ihre Chancen auf Wettbewerbsteilnahmen nicht ausgeschlossen sind. Der Este Artti Aigro trainiert wie im Vorjahr gemeinsam mit dem finnischen A-Kader.
| Name          |
| ------------- |
| Antti Aalto   |
| Niko Kytösaho |
| Arttu Pohjola |

| Name             |
| ---------------- |
| Vilho Palosaari  |
| Tomas Kuisma     |
| Paavo Romppainen |
| Kasperi Valto    |
| Tuomas Kinnunen  |

| Name             |
| ---------------- |
| Andreas Helanne  |
| Vuokko Hyvärinen |
| Miika Kesti      |
| Pietu Penttilä   |
| Emilia Vidgren   |
| Aatu Ylimäki     |

- Cheftrainer Nationalkader: Janne Väätäinen, Assistent: Frederic Zoz
- Cheftrainer Junioren: Lauri Hakola, Assistent: Olli Muotka
- Jugend-Trainer: Kimmo Yliriesto

#### Frankreich
Der französische Skiverband gab Mitte Mai 2021 die Zusammensetzung Frankreichs für die olympische Saison 2021/22 bekannt. Wie im Vorjahr wurden erneut keine männlichen Athleten in den A-Kader berufen, jedoch wurde der B-Kader erweitert. In den B-Kader wurde auch Jonathan Learoyd berufen, der in der Vorsaison pausierte und zum Stande der Kadereinteilung der einzige Springer mit Weltcup-Punkten war.
| Name             |
| ---------------- |
| Alessandro Batby |
| Mathis Contamine |
| Valentin Foubert |
| Jonathan Learoyd |
| Jack White       |

| Name          |
| ------------- |
| Enzo Milesi   |
| Jules Chervet |

- Technischer Direktor: Jérôme Laheurte; Cheftrainer: David Jiroutek, Assistent: Christian Hoffelinck

#### Italien
Der italienische Skiverband gab Mitte Mai 2021 seine Kadereinteilung bekannt. Dabei erweiterte er den A-Kader mit Giovanni Bresadola, der in der Vorsaison der bestplatzierte Italiener im Weltcup war.
| Name               |
| ------------------ |
| Alex Insam         |
| Giovanni Bresadola |

| Name            |
| --------------- |
| Francesco Cecon |
| Mattia Galiani  |
| Daniel Moroder  |

| Name                 |
| -------------------- |
| Davide Moreschini    |
| Martino Zambenedetti |

| Name               |
| ------------------ |
| Maximilian Gartner |
| Andrea Campregher  |

- Teamkoordinator: Sandro Sambugaro; Cheftrainer: Andrea Morassi, Berater des Cheftrainers: Andreas Felder
- Trainer Continental Cup: Zeno Di Lenardo, Trainer Alpencup: Roberto Cecon und Stefano Comazzi

#### Kasachstan
Mitte Mai wurde der Kader von Kasachstan bekannt gegeben.
| Name                   |
| ---------------------- |
| Sabyrschan Muminow     |
| Sergei Tkatschenko     |
| Danil Wassiljew        |
| Nikita Dewjatkin       |
| Sergei Krawzow         |
| Nurschat Tursynschanow |
| Ilschat Kadyrow        |

- Cheftrainer: Kairat Bijeknow

#### Norwegen
Der Norwegische Skiverband hat am 10. Mai seine Kader für die Saison 2021/22 veröffentlicht. Nicht mehr zum Nationalteam gehören Robin Pedersen und Anders Håre. Zu dem norwegischen Nationalteam gehören auch fest die norwegischen Skispringerinnen. Es gibt keine getrennten Kader.
| Name                  |
| --------------------- |
| Halvor Egner Granerud |
| Robert Johansson      |
| Johann André Forfang  |
| Daniel-André Tande    |
| Marius Lindvik        |
| Anders Fannemel       |
| Thomas Aasen Markeng  |

- Cheftrainer: Alexander Stöckl

#### Polen
Der polnische Skiverband gab Anfang Mai die Kadereinteilung für die Saison 2021/22 bekannt. Wie in der Vorsaison besteht die Nationalmannschaft aus einer großen Athletengruppe.
| Name                 |
| -------------------- |
| Kamil Stoch          |
| Dawid Kubacki        |
| Piotr Żyła           |
| Jakub Wolny          |
| Stefan Hula          |
| Andrzej Stękała      |
| Maciej Kot           |
| Klemens Murańka      |
| Paweł Wąsek          |
| Aleksander Zniszczoł |
| Tomasz Pilch         |
| Kacper Juroszek      |
| Jarosław Krzak       |

| Name                  |
| --------------------- |
| Adam Niżnik           |
| Jan Habdas            |
| Mateusz Gruszka       |
| Szymon Jojko          |
| Arkadiusz Jojko       |
| Szymon Zapotoczny     |
| Klemens Joniak        |
| Tymoteusz Amilkiewicz |

| Name             |
| ---------------- |
| Kacper Tomasiak  |
| Robert Ryś       |
| Wiktor Szozda    |
| Gabriel Kukuczka |
| Marcin Wróbel    |

- Cheftrainer: Michal Doležal, Assistenten: Grzegorz Sobczyk, Maciej Maciusiak
- Cheftrainer Nachwuchskader: Daniel Kwiatkowski, Assistenten: Grzegorz Miętus, Krzysztof Biegun

#### Russland
Am 28. Mai 2021 genehmigte das russische Sportsministerium die vom Verband vorgenommene Kadereinteilung für die Saison 2021/22. Der langjährige russische Skispringer Dmitri Wassiljew wird nach seinem Karriereende wenige Wochen zuvor als Teil des Trainerstabes aufgeführt, der weiterhin von Jewgeni Plechow geleitet wird. Der russische Hauptkader (Оснавной состав, dt.: Osnawnoi sostaw) besteht aus zwölf Athleten. Neu hinzugekommen sind Kirill Kotik, Nikita Loboda und Alexander Martschukow. Danil Sadrejew, der in der Vorsaison seine ersten Weltcup-Punkte gewann, ist hingegen entsprechend seinem Alter weiterhin im Juniorenkader. Neben Wassiljew verloren Wladislaw Bojarinzew und Alexander Sardyko ihren Kaderstatus auf nationaler Ebene. Das Präsidiums des Föderationsrates für die Ski-Nordisch-Sportarten gab wenige Wochen zuvor Empfehlungen zur Aufstellung der Nationalmannschaften und Trainerstäbe bekannt und stellte zudem den Olympiakader für die Vorbereitungsphase vor. Dieser bestand aus Michail Nasarow, Jewgeni Klimow, Denis Kornilow, Roman Trofimow, Danil Sadrejew und Ilja Mankow.
| Name                  |
| --------------------- |
| Alexander Baschenow   |
| Ilmir Chasetdinow     |
| Denis Kornilow        |
| Kirill Kotik          |
| Jewgeni Klimow        |
| Nikita Loboda         |
| Alexander Martschukow |
| Nikolai Matawin       |
| Michail Maximotschkin |
| Michail Nasarow       |
| Wadim Schischkin      |
| Roman Trofimow        |

| Name                 |
| -------------------- |
| Maxim Altschikow     |
| Ruslan Achmjetschin  |
| Dmitri Chodykin      |
| Emil Kalimullin      |
| Maxim Kolobow        |
| Ilja Mankow          |
| Michail Purtow       |
| Danil Sadrejew       |
| Daniil Schtschogolew |
| Dmitri Sykow         |

| Name              |
| ----------------- |
| Oleg Pawlenko     |
| Fjodor Tschischow |

| Name                 |
| -------------------- |
| Artjom Bogdanowitsch |
| Alexander Gulkow     |
| Konstantin Iswolski  |
| Iwan Koslow          |
| Daniil Kraskowski    |

- Cheftrainer: Jewgeni Plechow
- Weitere Mitglieder des Trainerstabes: Alexander Arefjew, Ildar Fatkullin, Alexander Garanin, Ilja Rosljakow, Dmitri Wassiljew

#### Ukraine
Der Ukrainische Skiverband nominierte Mitte Mai 2021 vier Skispringer in den Hauptkader.
| Name                   |
| ---------------------- |
| Witalij Kalinitschenko |
| Anton Kortschuk        |
| Jewhen Marussjak       |
| Andrij Waskul          |

| Name             |
| ---------------- |
| Andrij Peleschok |
| Denys Zwjetkow   |
| Jurij Janjuk     |

| Name                 |
| -------------------- |
| Wassyl Buchonko      |
| Wladyslaw Drutschkiw |
| Mykola Smyk          |

- Trainer: W. Prokopjuk; Wolodymyr Boschtschuk

#### Vereinigte Staaten
Die amerikanischen Nationalmannschaften wurden Ende April bekannt gegeben. Im Herbst folgte die endgültige Nominierung für die neue Saison. Wieder dabei ist Kevin Bickner, der in der Saison 2020/21 pausiert hat. Zudem gehören zu der Trainingsgruppe auch die beiden Kanadier MacKenzie Boyd-Clowes und Matthew Soukup.
| Name              |
| ----------------- |
| Kevin Bickner     |
| Decker Dean       |
| Casey Larson      |
| Andrew Urlaub     |
| Patrick Gasienica |
| Erik Belshaw      |

| Name           |
| -------------- |
| Jason Colby    |
| Hunter Gibson  |
| Stewart Gundry |
| Shane Kocher   |
| Landon Lee     |

- Cheftrainer: Bine Norčič

### Frauen

#### Deutschland
Der DSV gab Anfang Mai die Kadereinteilung für die Saison 2021/22 bekannt. Neuer Cheftrainer ist Maximilian Mechler, der das Amt von Andreas Bauer übernimmt. Nicht mehr dabei ist Ramona Straub, die nach der Saison 2020/21 ihre Karriere beendete, genauso wie Alina Ihle.
| Name              |
| ----------------- |
| Katharina Althaus |
| Anna Rupprecht    |
| Juliane Seyfarth  |
| Carina Vogt       |
| Luisa Görlich     |
| Selina Freitag    |

| Name           |
| -------------- |
| Pauline Heßler |
| Agnes Reisch 1 |
| Josephin Laue  |

| Name              |
| ----------------- |
| Pia Lilian Kübler |
| Michelle Göbel    |
| Lia Böhme         |

| Name             |
| ---------------- |
| Nadine Färber    |
| Selina Kölle     |
| Christina Feicht |
| Lara Günter      |
| Amelie Neumann   |
| Sina Kiechle     |
| Julina Kreibich  |

- Cheftrainer: Maximilian Mechler, Co-Trainer: Christian Bruder und Thomas Juffinger
- Trainer Lehrgangsgruppe Ib: Daniel Vogler
- Trainer Lehrgangsgruppe IIa: André Pschera
- Trainerin Lehrgangsgruppe IIb: Catrin Schmid

#### Österreich
Der ÖSV gab Anfang Mai die Kadereinteilung für die Saison 2021/22 bekannt.
| Name                       |
| -------------------------- |
| Daniela Iraschko-Stolz     |
| Chiara Kreuzer             |
| Eva Pinkelnig              |
| Jacqueline Seifriedsberger |
| Marita Kramer              |
| Sophie Sorschag            |

| Name             |
| ---------------- |
| Lisa Eder        |
| Julia Mühlbacher |
| Hannah Wiegele   |

| Name               |
| ------------------ |
| Katharina Ellmauer |
| Vanessa Moharitsch |

| Name             |
| ---------------- |
| Sophie Kothbauer |
| Sahra Schuller   |

#### Schweiz
Für die Saison 2021/22 wurden drei Athletinnen nominiert. Emely Torazza wurde in den B-Kader hochgestuft, während Sina Arnet neu in den C-Kader aufgenommen wurde.
| Name          |
| ------------- |
| Emely Torazza |

| Name           |
| -------------- |
| Rea Kindlimann |
| Sina Arnet     |

#### Finnland
Der finnische Nationalkader der Frauen besteht wie im Vorjahr aus vier Athletinnen, jedoch rückte Sofia Mattila an die Stelle von Julia Tervahartiala.
| Name              |
| ----------------- |
| Julia Kykkänen    |
| Jenny Rautionaho  |
| Susanna Forsström |
| Sofia Mattila     |

- Cheftrainer: Ossi-Pekka Valta

#### Frankreich
Der französische A-Kader der Frauen blieb für die Saison 2021/22 unverändert. Die in den B-Kader berufene Océane Avocat Gros wird gemeinsam mit dem A-Kader trainieren.
| Name              |
| ----------------- |
| Joséphine Pagnier |
| Julia Clair       |

| Name               |
| ------------------ |
| Océane Avocat Gros |

| Name         |
| ------------ |
| Lilou Zepchi |

- Technischer Direktor: Jérôme Laheurte; Cheftrainer: Damien Maitre; Assistent: Emmanuel Chedal

#### Italien
Der italienische Skiverband gab im Mai 2021 seine Kadereinteilung bekannt. Nach dem Karriereende Manuela Malsiners stehen mit Lara und Jessica dennoch wie im Vorjahr zwei Malsiner-Schwestern im A-Kader. Insgesamt wurden fünf Kader gebildet. In die Kategorie Osservata wurde Erika Pinzani (* 2007) eingestuft.
| Name             |
| ---------------- |
| Lara Malsiner    |
| Jessica Malsiner |

| Name                  |
| --------------------- |
| Martina Ambrosi       |
| Camilla Henni Comazzi |
| Martina Zanitzer      |

| Name         |
| ------------ |
| Asia Marcato |

| Name            |
| --------------- |
| Noelina Vuerich |

- Teamkoordinator: Sandro Sambugaro; Cheftrainer: Sebastian Colloredo; Berater des Cheftrainers: Andreas Felder
- Trainer Alpencup: Roberto Cecon und Stefano Comazzi

#### Kasachstan
Mitte Mai wurde der Kader von Kasachstan bekannt gegeben.
| Name         |
| ------------ |
| Dajana Pecha |

#### Norwegen
Der Norwegische Skiverband hat am 10. Mai seine Kader für die Saison 2021/22 veröffentlicht. Nicht mehr zum Nationalteam der Damen gehört Ingebjoerg Saglien Braaten. Die norwegischen Skispringerinnen zählen zu dem gleichen Kader wie die Männer.
| Name                 |
| -------------------- |
| Maren Lundby         |
| Silje Opseth         |
| Anna Odine Strøm     |
| Thea Minyan Bjørseth |
| Eirin Maria Kvandal  |

- Cheftrainer: Christian Meyer

#### Polen
Der polnische Skiverband gab Anfang Mai die Kadereinteilung für die Saison 2021/22 bekannt.
| Name              |
| ----------------- |
| Kinga Rajda       |
| Anna Twardosz     |
| Kamila Karpiel    |
| Nicole Konderla   |
| Joanna Szwab      |
| Wiktoria Przybyła |

- Cheftrainer: Łukasz Kruczek, Assistent: Marcin Bachleda

#### Russland
Das russische Sportministerium veröffentlichte folgende Kadereinteilung für die Saison 2021/22. Alexandra Kustowa fand erneut keine Berücksichtigung in der nationalen Kaderliste, kehrte aber nach Ablauf ihrer Dopingsperre Anfang Mai 2021 zum Training im Rahmen des russischen Hauptteams zurück. Lidija Jakowlewa erhielt zunächst ebenfalls keinen Kaderplatz.  Das Präsidiums des Föderationsrates für die Ski-Nordisch-Sportarten gab wenige Wochen zuvor Empfehlungen zur Aufstellung der Nationalkader und Trainerstäbe bekannt und stellte zudem den Olympiakader für die Vorbereitungsphase vor. Dieser bestand aus Irina Awwakumowa, Sofja Tichonowa, Irma Machinja, Kristina Prokopjewa, Anna Schpynjowa und Xenija Kablukowa.
| Name                |
| ------------------- |
| Irina Awwakumowa    |
| Alexandra Baranzewa |
| Marija Jakowlewa    |
| Xenija Kablukowa    |
| Lija Machinja       |
| Kristina Prokopjewa |
| Anna Schpynjowa     |
| Sofja Tichonowa     |

| Name                  |
| --------------------- |
| Alina Borodina        |
| Alexija Charitonowa   |
| Adelina Ibragimowa    |
| Anastassija Iwanenko  |
| Irma Machinja         |
| Jelisaweta Mochowa    |
| Xenija Piskunowa      |
| Walerija Rimdjonek    |
| Anastassija Subbotina |
| Diana Toroptschenowa  |

| Name                  |
| --------------------- |
| Kristina Gilewa       |
| Kristina Krutschinina |
| Diana Wassiljewa      |

- Cheftrainer: Jewgeni Plechow
- Haupttrainer: Ruslan Schestoperow, Assistenten: Roman Kerow, Dmitri Tichonow

#### Ukraine
Der Ukrainische Skiverband nominierte Mitte Mai 2021 zwei Skispringerinnen in den Hauptkader.
| Name                 |
| -------------------- |
| Witalina Herassymjuk |
| Tetjana Pylyptschuk  |

| Name            |
| --------------- |
| Daryna Iltschuk |

| Name                 |
| -------------------- |
| Jordana Hawryljuk    |
| Schanna Hluchowa     |
| Chrystyna Hluchowa   |
| Jewhenija Matarschuk |
| Julija Tischtschenko |

- Trainer: Walerij Wdowenko; W. Nikiforuk

#### Vereinigte Staaten
Die amerikanischen Nationalteams wurden Ende April bekannt gegeben. Im Herbst folgte die endgültige Nominierung für die neue Saison.
| Name             |
| ---------------- |
| Nina Lussi       |
| Logan Sankey     |
| Paige Jones      |
| Anna Hoffmann    |
| Samantha Macuga  |
| Annika Belshaw   |
| Cara Larson      |
| Jillian Highfill |

| Name            |
| --------------- |
| Rachael Haerter |
| Josie Johnson   |
| Elise Loescher  |
| Macey Olden     |
| Adeline Swanson |

- Cheftrainer: Anders Johnson